# Geschichte des Eisschnelllaufs

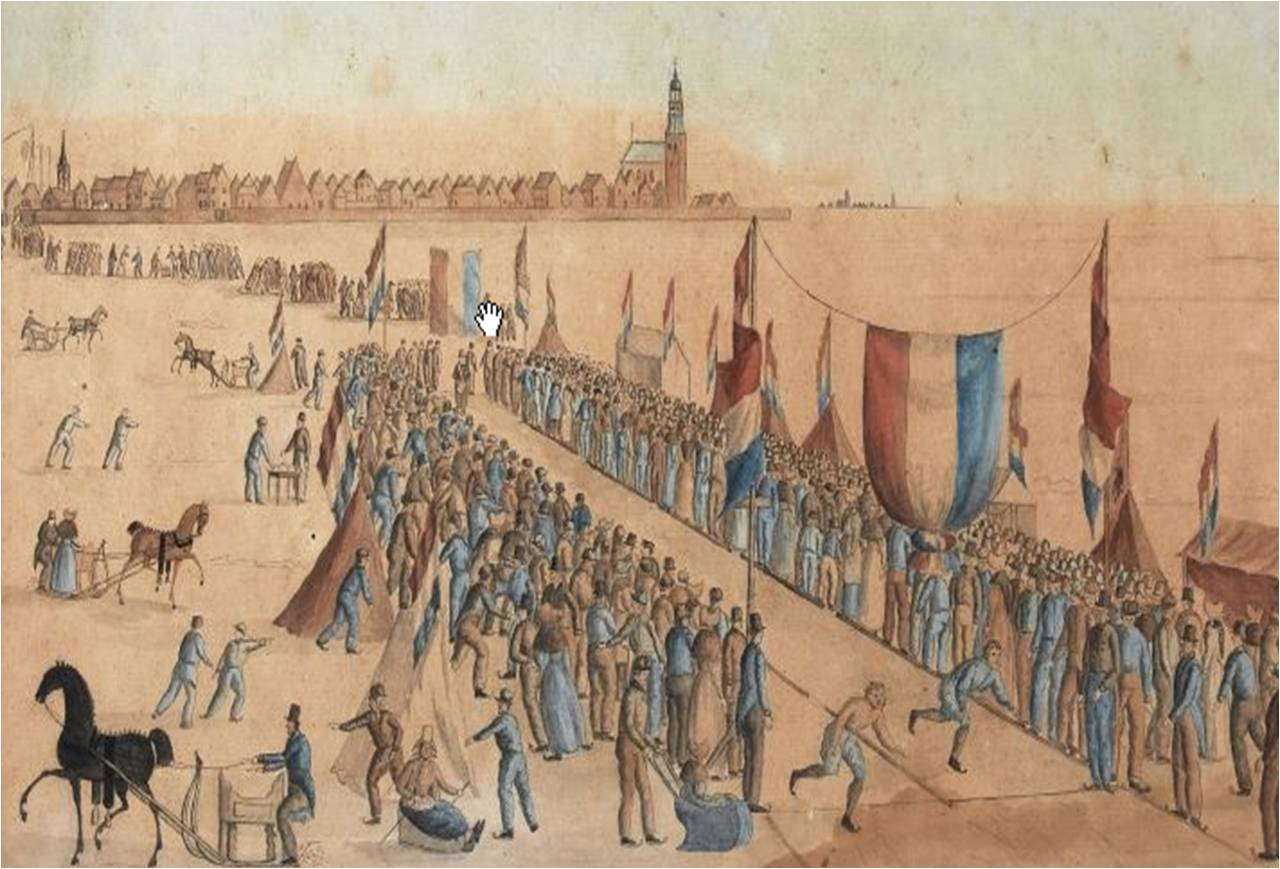
Kurzstreckenwettkampf in Hindeloopen 1828

Dieser Artikel behandelt die Geschichte des klassischen Eisschnelllaufs.

## Anfänge bis 1850
1763

England: der erste bekannte Eislaufwettkampf wurde in den Fens von Cambridgeshire durchgeführt. Teilnehmer waren zwei Läufer aus dem englischen Adel und der Sieger erhielt ein Preisgeld von 10 Guineen. Die Laufstrecke soll 15 Meilen (ca. 24 Kilometer) lang gewesen sein und der Gewinner benötigte dafür 46 Minuten. Später entwickelten sich daraus die “Fen skating” genannten Wettbewerbe, die bis etwa 1890 durchgeführt wurden.
Um 1800

In den Provinzen Friesland und Groningen wurden während der Frostperioden auf zugefrorenen Wasserflächen vielfach von Wirten und Besitzern der Imbiss- und Kaffeebuden Schlittschuhläufe organisiert, um den Besuch ihrer Einrichtungen sowie einträgliche Wetteinnahmen zu fördern. Es wurden vor Tausenden von Zuschauern Kurzstreckenrennen über 140 Meter für Frauen und 160 Meter für Männer ausgetragen. Als Gewinne wurden gelegentlich Gegenstände aus Gold oder Silber, wie etwa 1803 in Sneek eine silberne Tabakdose ausgelobt. Bald wurden jedoch auch Geldpreise üblich, die im 20. Jahrhundert 120 bis 150 Gulden betragen konnten. Sehr gute Läufer konnten sich damit ein kleines Vermögen erlaufen.
1801

In Groningen wurde erstmals ein überliefertes Wettrennen zweier Frauen über 30 englische Meilen durchgeführt.
1805

In Leeuwarden wurde ein Kurzstreckenrennen mit 130 weiblichen Teilnehmern geführt, wobei zuvor bezweifelt wurde, dass Frauen speziell im Hinblick auf ihre Kleidung auch Rennen laufen können.
1821

Newmarket, England: ein Mann bot demjenigen 100 Guineen, der eine Meile auf dem Eis mit fliegendem Start in drei Minuten durchlaufen könne. John Gittam von Nordelph schaffte dies 7 Sekunden unter der Zeit. Eine Generation später wagte William Smart die gleiche Wette für zweieinhalb Minuten, braucht dann jedoch zwei Sekunden mehr.
1823

London: ein für jedermann offenes Schlittschuhrennen wurde durchgeführt. Es gab kein Preisgeld, demnach war dies eines der weltweit ersten überlieferte Amateurrennen.

## Frühe Entwicklungen in einzelnen Ländern

### England

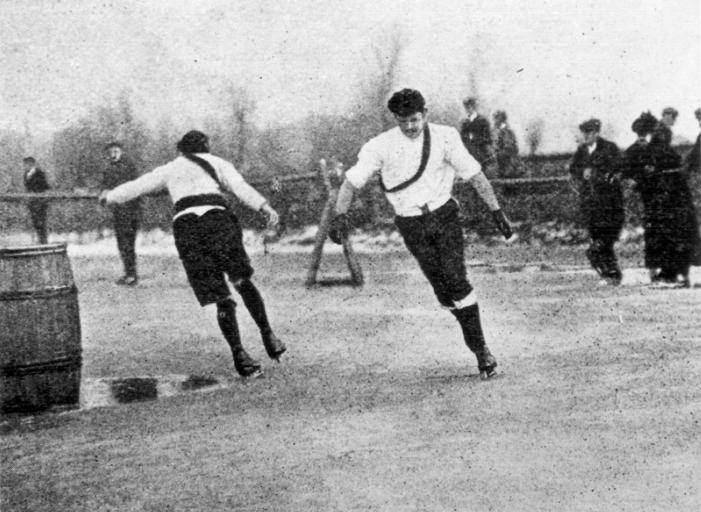
Fen Skater an der Wendemarke der Doppelbahn

Im Jahre 1763 wurde in den Fens von Cambridgeshire erstmals ein bekannter Eislaufwettkampf durchgeführt. Zwischen etwa 1850 bis 1890 wurden Wettbewerbe ausgetragen, bei denen auch Preise zu gewinnen waren. Die Landeigner und Adligen, die die Wettkämpfe ausrichteten, erhoben Teilnahmegebühren, aus denen das Preisgeld in der Größenordnung von etwa £ 10 gewonnen wurde.
Als Laufbahn wurden Strecken von 660 Yards auf dem Eis abgemessen und mit Markierungen in zwei Bahnen geteilt. An den Enden befanden sich Wendemarken, die beispielsweise aus Fässern mit einer eingesteckten Fahne bestehen. Die Bahn hatte damit etwa die Form einer Haarnadel, die Biegung an den Wendemarken war dabei nicht geteilt.
Die Wettbewerbe wurden im K.-o.-System ausgeführt, wobei von etwa 16 bis 32 Wettbewerbern Läuferpaarungen ausgelost wurden, deren Gewinner in der nächsten Runde gegen den Gewinner einer anderen Paarung antritt. Von den ausgelosten Läuferpaaren startete jeder auf seiner zugewiesenen Seite und lief an der Wendemarke auf die andere Bahn hinüber. Für ein Eineinhalb-Meilen-Rennen absolvierten die Läufer zwei Runden, wobei sie dreimal die Wendemarken umliefen. Bei 16 Teilnehmern musste der Endsieger dann insgesamt 6 Meilen gelaufen sein.

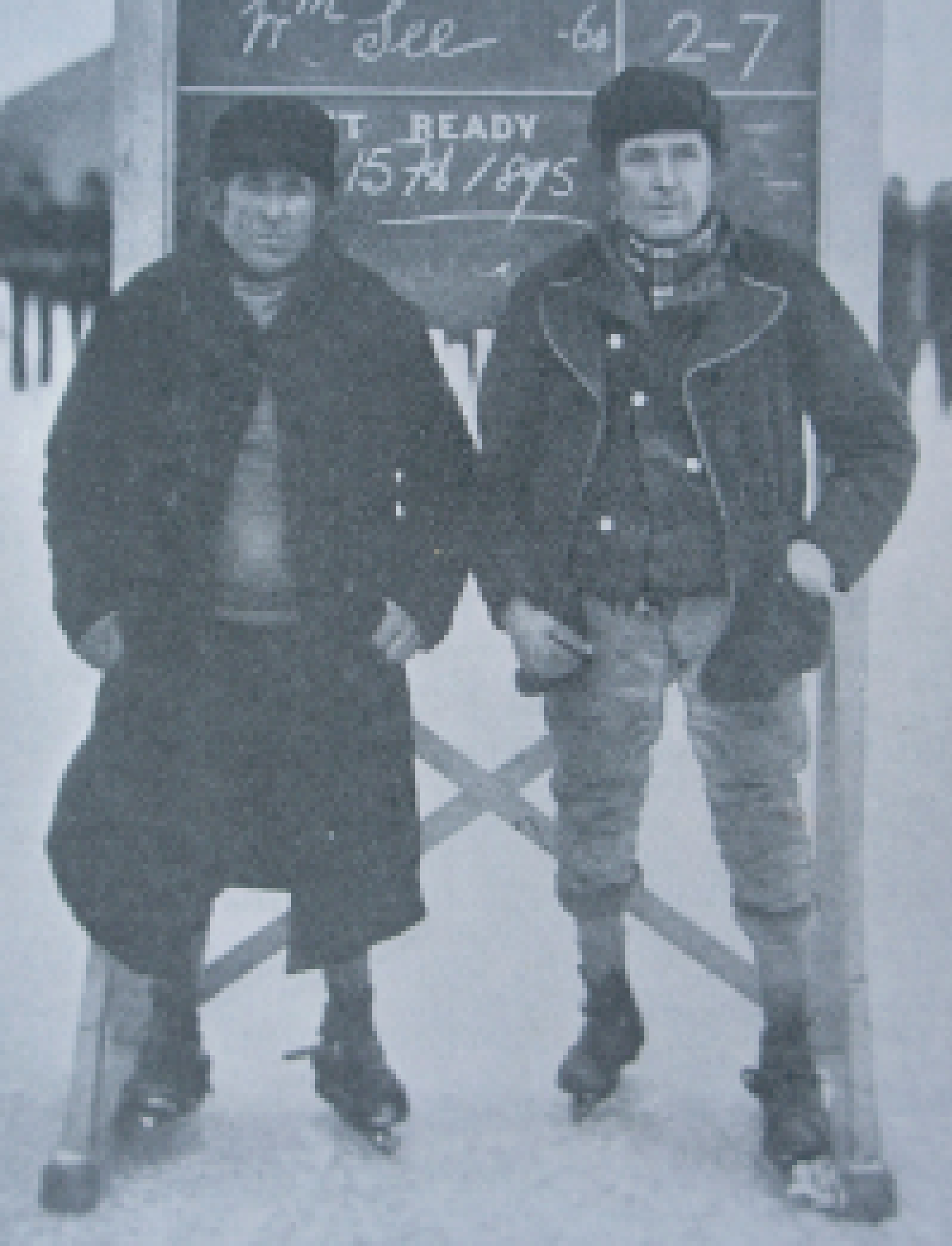
William See und William Smart

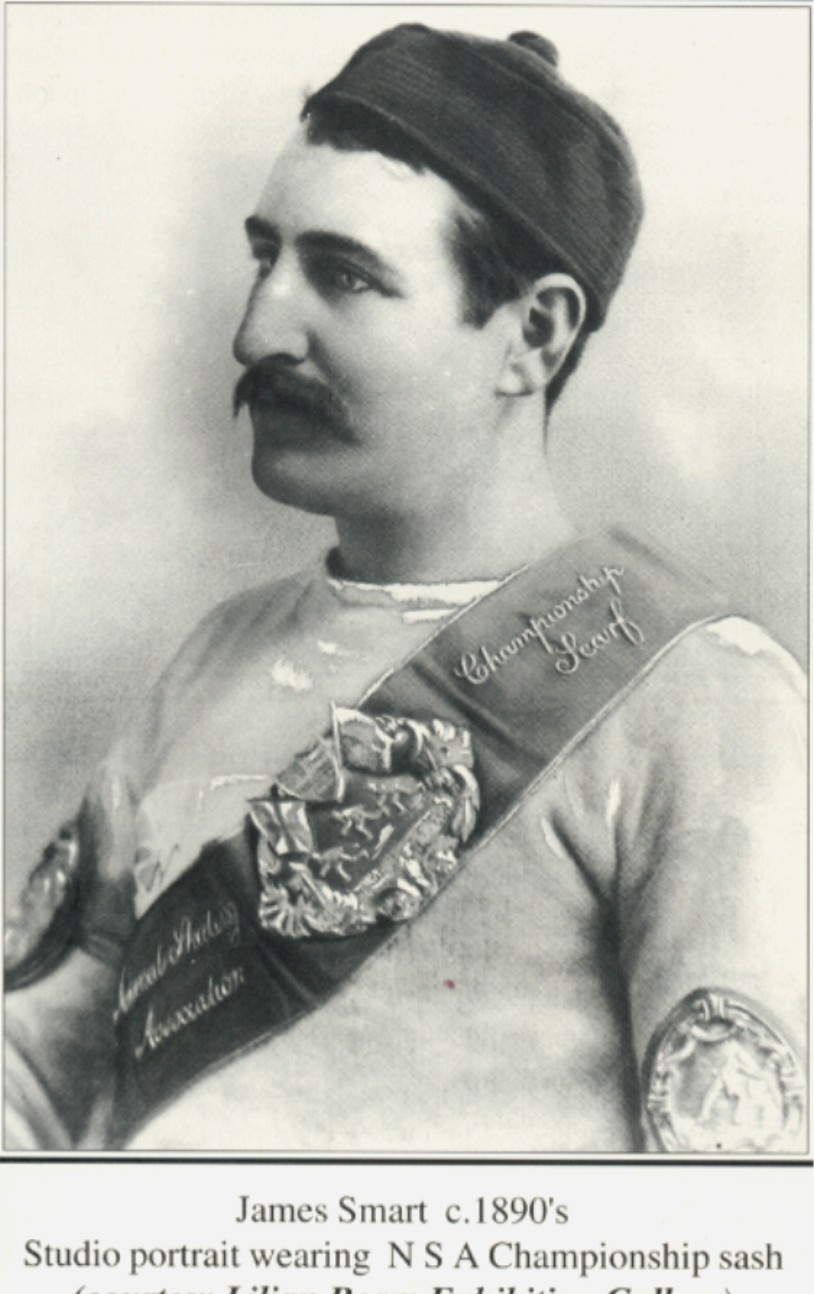
James Smart

Von dem Preisgeld bekam der Gewinner die Hälfte, und der Rest wurde an die anderen Läufer anteilsmäßig je nach ihrem Fortkommen im Wettbewerb verteilt. Die Gewinner lokaler Wettkämpfe wurden dabei auch eingeladen, an größeren Wettbewerben mit Eisläufern des ganzen Fen-Gebietes teilzunehmen. Es gab auch Frauenwettbewerbe, die jedoch nicht so große Aufmerksamkeit und Preisgelder bekamen wie die Männer.
Neben den allgemein organisierten Wettkämpfen forderten herausragende Läufer auch zu Einzelkämpfen um einen ausgesetzten Geldbetrag heraus. So wurde im Cambridge Chronicle von 1853 berichtet, dass die Brüder Larman und Robert Register einen Wettlauf gegen ein anderes Läuferpaar um ein Preisgeld von £ 20 anboten. Drei Jahre später tat sich zudem Larman Register mit seinem Herausforderer William „Turkey“ Smart zusammen, um mit ihm als Team Wettläufe anzubieten.
Der überragende englische Läufer der damaligen Zeit, William “Turkey” Smart, gewann von 1854 bis 1868 fast sämtliche Rennen in England; lediglich 1867 sorgt sein Schwager William See für die einzige Niederlage von Smart.
1878 gewann der Neffe von William Smart, George “Fish” Smart, sein erstes Rennen und blieb in England bis 1889 bis auf wenige Ausnahmen bei mehreren hundert Wettbewerben unbesiegt. Anschließend übernahm sein jüngerer Bruder James Smart die Vorherrschaft in den englischen Eislaufwettbewerben.
1879 veranstaltete der englische Verband die erste Meisterschaft von Großbritannien über eineinhalb englische Meilen für Berufsläufer, desgleichen 1880 eine erste Meisterschaft von Großbritannien für Amateure.
Bis 1885 konnte vor allem der überragende James Smart bei gelegentlichen Wettkämpfen in den Niederlanden „Weltrekorde“ und eine „Weltmeisterschaft“ auf „internationalem“ Niveau für sich verbuchen. Trotz der frühen und respektablen Tradition des Eisschnelllaufes in England fand dies keine Fortsetzung auf internationalem Niveau in die darauf folgende Zeit. Ein wesentlicher Grund dafür war, dass zu jener Zeit für Laufwettbewerbe nur Natureis zur Verfügung stand, und dem standen speziell in England, durch den Golfstrom bedingt häufige milde Winter entgegen, die zu oft jahrzehntelangen Pausen des Wettkampfbetriebes führten.
In den Annalen der ISU zu den regulär anerkannten Weltrekorden (seit 1891), den Olympischen Winterspielen (seit 1924) und Weltmeisterschaften (seit 1996) trat bislang kein einziger Läufer aus Großbritannien erfolgreich in Erscheinung (Stand 2011).

### Norwegen
Am 1. März 1863 tragen in Kristiania (dem späteren Oslo) 70 Akteure das erste dort überlieferte Wettrennen aus. Angeblich feuerten 10.000 Zuschauer die Läufer an.
Der anfänglich bekannteste und erfolgreichste Läufer, der auch in anderen Ländern antritt, war Axel Paulsen, der 1872 in Kristiania in 11:11,0 Minuten über 5000 Meter die erste Bestzeit auf einer der heute üblichen Strecken aufstellt. Um die Jahrhundertwende löste Oscar Mathisen Paulsen als erfolgreichsten Läufer ab. Norweger zeigten sich hinsichtlich der gelaufenen offiziellen Bestzeiten, beginnend mit Oskar Fredriksen 1890, bis zum Zweiten Weltkrieg als die erfolgreichsten Eisschnellläufer. Nur der Niederländer Jaap Eden und der Finne Clas Thunberg konnten auf diesem Niveau zwischenzeitlich mithalten. Weitere besonders erfolgreiche norwegische Läufer aus dieser Epoche waren Ivar Ballangrud und Hjalmar Andersen.

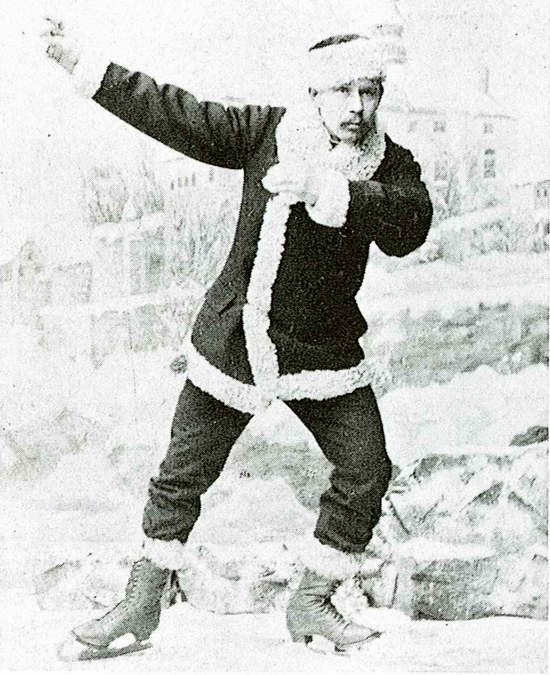
Axel Paulsen
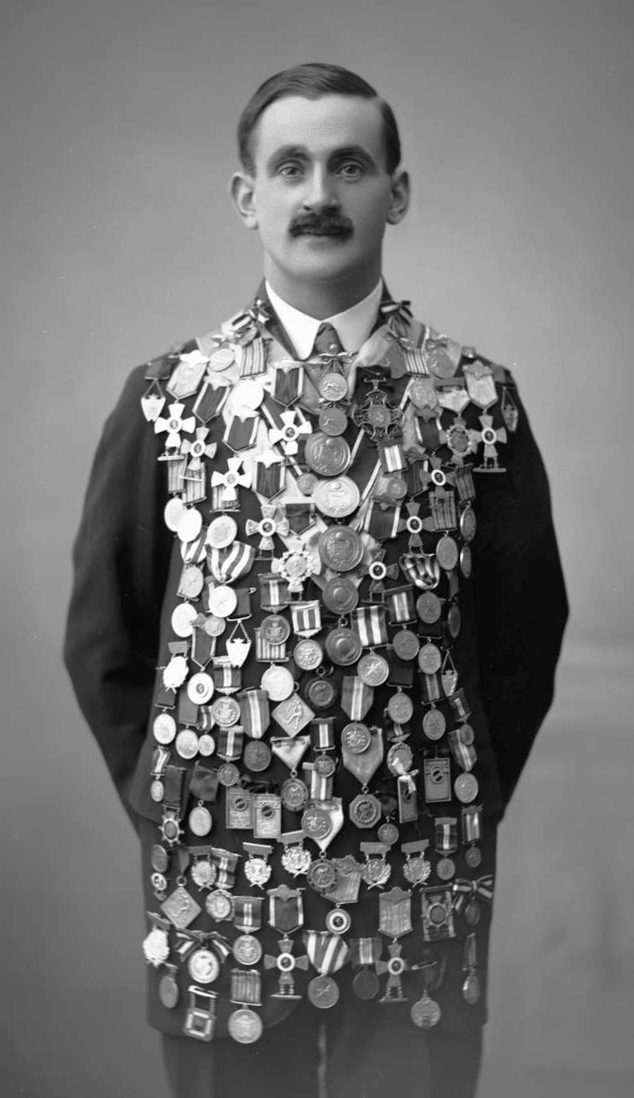
Oscar Mathisen mit allen errungenen Medaillen
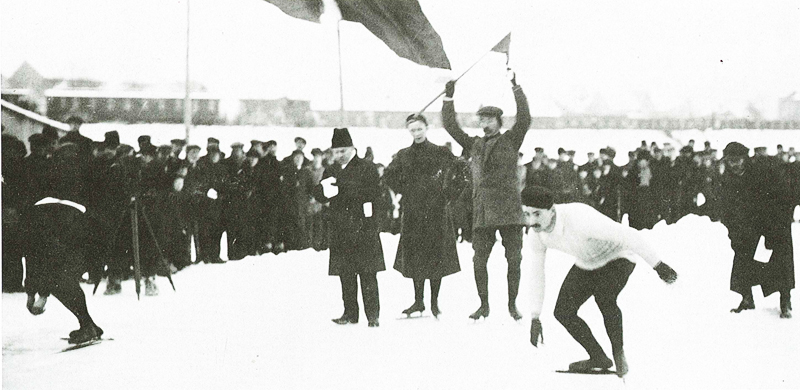
Oscar Mathisen am Start in Hamar 1907
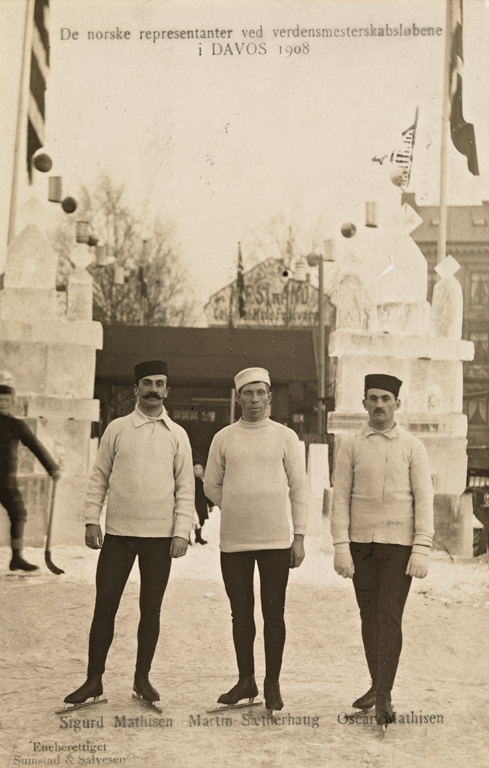
Norwegische Läufer in Davos 1908
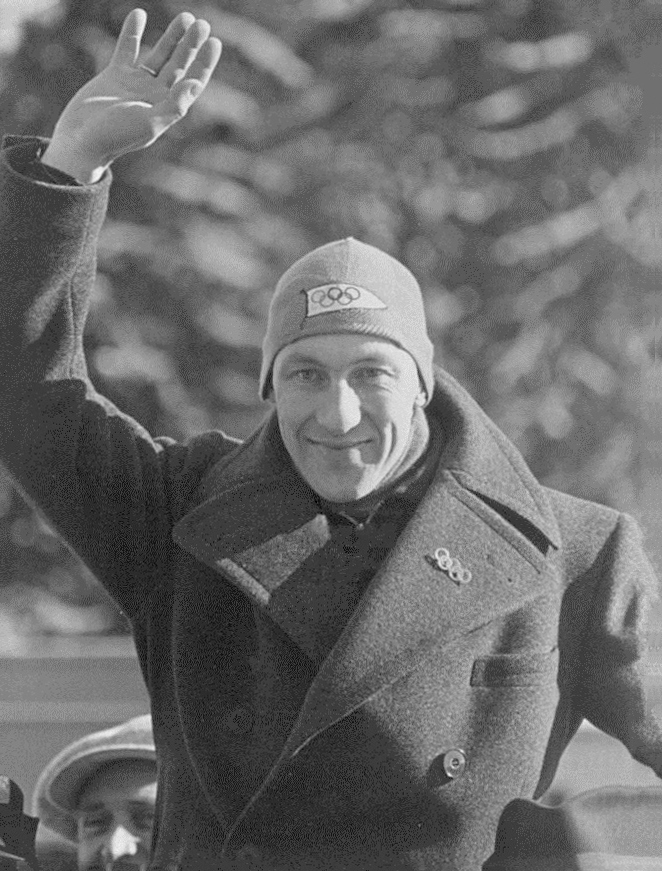
Ivar Ballangrud, 1936, einer der erfolgreichsten Norweger

### Niederlande
1882

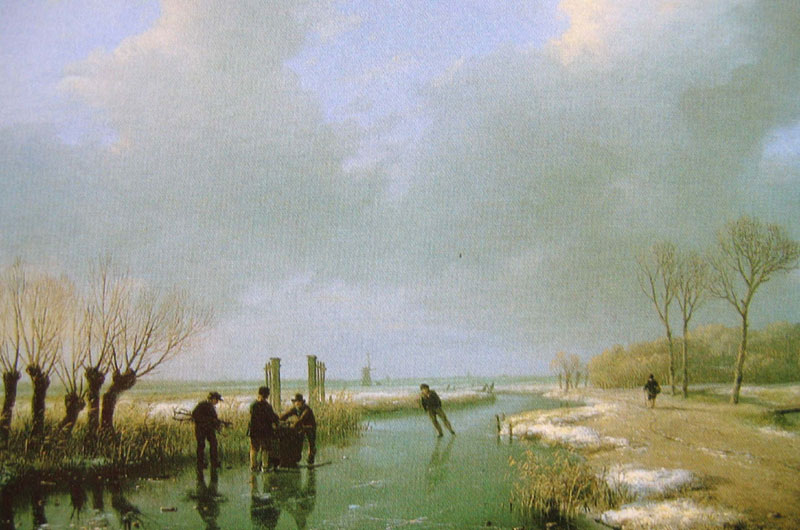
Gemälde von Andreas Schelfhout, ca. 1850

- Gründung des Niederländischen Eislaufverbandes.

In den Niederlanden begünstigte das ausgedehnte Grachtensystem das Schlittschuhlaufen bei genügend kalter Witterung.
1885 

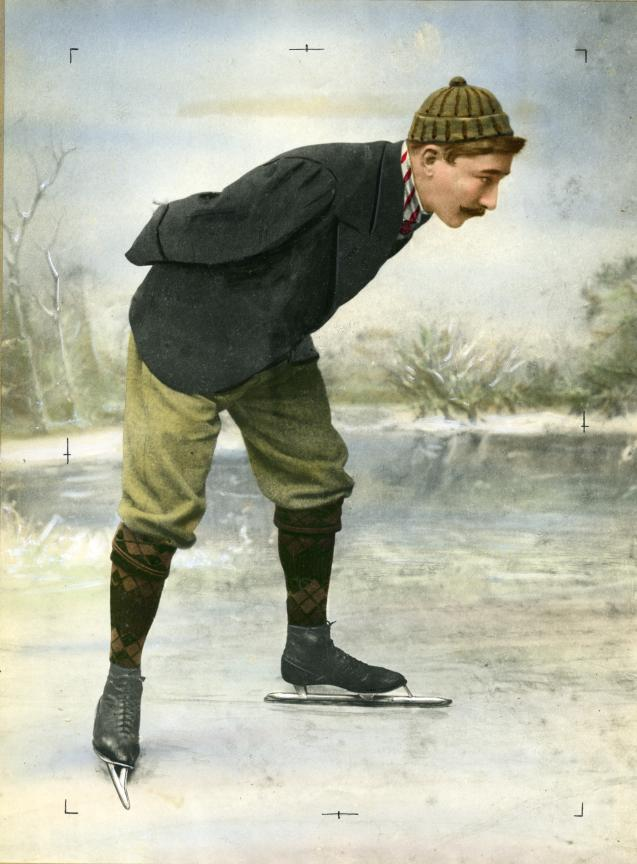
Weltmeister Jaap Eden, hier bereits mit „Norweger-Schlittschuhen“

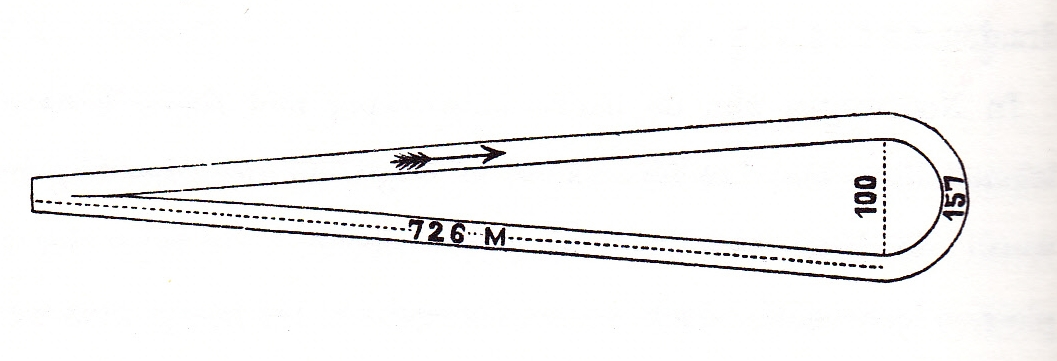
Wettkampfbahn Grote Wielen / Leeuwarden 1885

- In Leeuwarden wurde ein Wettlaufen über vier Runden zu jeweils einer englischen Meile durchgeführt. Es siegte der Niederländer Pieter Bruinsma gegen die Konkurrenz aus Norwegen, Kanada und Großbritannien. Die besten Norweger um Paulsen und Hagen fehlten allerdings auf Grund anderer Verpflichtungen.

- Am 22. Januar stellte Wiebe H. Vries in Heerenveen mit 58,0 Sekunden über 500 Meter die erste Weltbestzeit eines niederländischen Läufers auf einer der heute üblichen Strecken auf.

1886
- Hamar: Jaap Eden wurde Weltmeister durch Sieg auf drei von vier Laufstrecken.

1887
- Slikkeveer: Der erste Schnelllaufwettkampf auf einer niederländischen Doppelbahn wurde durchgeführt.

1888
- In Amsterdam wurden Titelkämpfe der Berufsläufer durchgeführt, bei denen Harald Hagen aus Norwegen als Sieger hervorging.
- In Trondheim gab es im selben Jahr am 12. Februar ein erstes Frauenwettrennen über die heute üblichen Strecken. Die Norwegerin Line Bye lief 86,2 Sekunden über 500 Meter.

1889
- Der Amsterdamer IJsclub veranstaltete vom 8. bis 10. Januar die ersten noch „inoffiziellen“ Weltmeisterschaften. Der Russe Panschin siegte über die halbe und über eine ganze englische Meile, der Amerikaner Donoghue über drei englische Meilen.

1896
- St. Petersburg: Jaap Eden wurde Weltmeister durch Sieg auf drei von vier Laufstrecken.

1909
- In Leeuwarden startet am 2. Januar der erste Lauf der Elfstedentocht über fast 200 Kilometer.

### Deutschsprachiger Raum
Bereits frühzeitig war in den großen Städten Deutschlands, Österreichs und der Schweiz ein reges Interesse am Eisschnelllauf vorhanden, das sich zunächst in Veranstaltungen mit internationalen und nationalen Beteiligungen niederschlug.
Es dauerte dann jedoch noch etwa 20 Jahre, bis deutsche Eisschnellläufer bedeutende Erfolge auf internationalem Niveau erzielten.

#### Nationaler Verband
1888
Gründung des Deutschen Nationalen Eislauf Verbandes
1890
Der Deutsche Eissport-Verband (DEV) wurde als Nachfolger des Deutschen Nationalen Eislauf Verbandes gegründet und vertritt zunächst die Interessen aller Eissportarten in Deutschland bis zum Zweiten Weltkrieg.
1911
Der Schweizer Eislauf-Verband wurde gegründet. Er war neben dem Eiskunstlauf auch für den Eisschnelllauf zuständig.
1945
Nach dem Zweiten Weltkrieg wurde der DEV aufgelöst und als Nachfolger fungierte zunächst die Deutsche Eis- und Rollsport Arbeitsgemeinschaft (DERAG) und später die Deutsche Arbeitsgemeinschaft für Eissport (DAGE).
1949
wurde der DEV in Mannheim wiedergegründet und als dessen Pendant 1954 der Deutsche Eislauf-Verband der DDR (DELV)
Im Laufe der Zeit verlor der DEV zunehmend an Bedeutung, da sich mit dem Deutschen Eishockey-Bund (DEB), der Deutschen Eislauf-Union (DEU), der Deutschen Eisschnelllauf-Gemeinschaft (DESG), dem Deutschen Eisstock-Verband (DESV) und dem Deutschen Curling-Verband (DCV) fünf Einzelsportarten-Verbände gründeten und der Arbeit des DEV somit die Grundlage entzogen war.
1965
Die Deutsche Eisschnelllauf-Gemeinschaft (DESG) wurde gegründet. Gründungspräsident war Ludwig Schwabl.
1990
Auflösung des DELV der DDR.

#### Organisationen und Veranstaltungen
1869
- Wien: Am 24. Jänner wurde das erste Wiener Eisrennen durchgeführt. Sieger im Hauptlauf um den Preis des Jockey-Clubs war der preußische General Artur Graf Schlippenbach.[2]

1872
- Frankfurt: Der erste überlieferte Eisschnelllaufwettkampf in Deutschland wurde am 2. Januar durch den Frankfurter Schlittschuhclub veranstaltet. Die Ergebnisse sind nicht überliefert.

- Wien: Vom 5. bis 7. Januar wurde der erste internationale Eissporttag (Kunst- und Schnelllaufen) durchgeführt, wobei eigentlich nur österreichische und deutsche Läufer beteiligt waren. Im Schnelllaufen siegte wie schon 1869 Artur Graf Schlippenbach, der zu dieser Zeit auch der beste deutsche Kunstläufer war.

1884
- Hamburg: Der Hamburger Schlittschuh-Club von 1881 und der Schlittschuhläuferverein von Altona 1876 schrieben gemeinsam das erste internationale Preisschlittschuhlaufen für Schnelllauf und Kunstlauf auf der Heiligengeistfeld-Eisbahn aus.[Anm. 1] Trotz der hohen Eintrittspreise sollen zehntausende Zuschauer die Veranstaltung besucht haben.

1885
- Ein internationales Schnelllaufen in Hamburg war für 18. und 19. Januar auf der Eisbahn auf dem Heiligengeistfeld durchgeführt,[3] es waren die ersten mit Ergebnissen überlieferte Rennen in Deutschland. Der Norweger Axel Paulsen gewann das Rennen über 3750 Meter.[4] Am zweiten Tag fand ein weiterer Wettbewerb statt.[5][6][7]
- Hamburg: die erste Hamburger Meisterschaft endete mit Sieg von Claus Hansen vom Hamburger Schlittschuh Club von 1881.

1886
- Hamburg: Eine Anzeige in den Hamburger Nachrichten verkündete ein „Grosses internationales Preis-Wettlaufen“ auf der Heiligengeistfeld-Eisbahn für Montag, den 18. Januar.[8] Wegen Tauwetter konnte die Veranstaltung nicht stattfinden.[9] Nachdem auch ein für den 19. Januar angekündigtes „Grosses internationales Preis-Wettlaufen um den Meisterschaftspreis von Deutschland“ abgesagt wurde, konnte der Wettbewerb am 22. Januar 1886 stattfinden.[10] Gelaufen wurden eine Meile und die 3500 Meter jeweils mit einem Vorlauf und Finallauf. Abermals setzte sich Axel Paulsen gegen die Konkurrenz aus den eigenen Land, den Niederlanden, Dänemark und Deutschland durch.[11]

- Berlin: Der erste „Berliner Eislaufverein 1886“ wurde gegründet. Nach einem Streit trennten sich einige Mitglieder ab und gründeten den „Eislaufverein Berlin“

1887
- Hamburg: Am 17./18. Februar endete die erste (inoffizielle) Deutsche Meisterschaft auf dem Heiligengeistfeld mit dem Sieg des Hamburgers J.H. Harms jr. Er stellte dabei als erster Deutscher mit 7:01,5 Minuten eine inoffizielle 3000-Meter-Weltbestzeit auf; über 1500 Meter siegte er in 3:21,5 Minuten.[12]

1888
- Hamburg: „Laufen um die Deutsche Meisterschaft im Schnellauf“ über 3000 Meter am 1. Februar 1888 auf der Heiligengeistfeld-Eisbahn. Sieger J.H. Harms jr. in 6:38 Minuten.[13]

1889
- Hamburg: Am 15. Januar fanden die dritten inoffiziellen deutschen Meisterschaften statt, zum dritten Mal hieß der Sieger J.H. Harms jr.
- Hamburg: Am 17. und 18. Januar bestritt Deutschland seinen ersten Länderkampf. Gegner waren die Niederlande, die auf allen vier Strecken (halbe Meile, ganze Meile und zweimal 2 Meilen) durch Pander, Jurrjens und Couvée einen Dreifacherfolg feierte.[14] Der deutsche Meister J.H.Harms jr. war der beste deutsche Läufer und tauchte nach diesem Länderkampf nie wieder in einem Wettbewerb auf.

1891
- München: Am 17. Januar wurde die erste offizielle Deutsche Meisterschaft auf dem Kleinhesseloher See ausgetragen. Der für den Berliner Eislaufverein startende Däne Emil Schou gewann den Titel.

1892
- Altona / Elbe: Die neue „Eisbahn an der Allee“ (heutige Max-Brauer-Allee in Altona) wurde eröffnet und bot den Altonaern und den Hamburgern für viele Jahre gute Trainings- und Wettkampfbedingungen.[15]

1894

Plakat von Walther Koch für einen Wettkampf in Davos, 1905

- Schweiz: Die neue Natureisbahn im schweizerischen Davos wurde für die nächsten 70 Jahre die schnellste Bahn der Welt.

1895
- Berlin: Auf dem Halensee fand am 13. Januar der erste deutsche Wettkampf auf einer Doppelbahn statt.

1897
- Darmstadt: Das erste bekannte Frauenwettrennen in Deutschland über 500 Meter wurde durchgeführt. Die Siegerin M. Trümpert benötigte 2:07,6 min.

1907
- Berlin: Der DEV führte die 3000 Meter als offizielle Wettkampfstrecke ein.

1950
- Berlin: Mit dem Bau der Werner-Seelenbinder-Halle in Berlin ergab sich ein Aufschwung des Eisschnelllaufs in der DDR.
- Bad Reichenhall: Die erste Meisterschaft nach der Gründung der Bundesrepublik wurde durchgeführt. Sie endete mit Siegen der Kölner Lilli Balg-Bauer und Bernd Geuer.

1953
- Geising: Die erste DDR-Meisterschaft auf dem Hüttenteich endete mit Siegen der Berliner Waltraud Thun-Scheunemann und Günter Samp.

1963
- Berlin: Die erste 400-Meter-Kunsteisbahn in der DDR wurde eröffnet.

1965
- Inzell: Die erste 400-Meter-Kunsteisbahn in der Bundesrepublik wurde eröffnet.[1]
- Gründung der DESG.[1]

1969
- Inzell: Erstmals wurde in Deutschland nach dem Krieg eine Europameisterschaft durchgeführt.
- Berlin: Die DDR strich Eishockey zugunsten von Eisschnelllauf aus dem Sportförderprogramm. Viele Trainer, u. a. Joachim Franke, wechselten daraufhin zum Eisschnelllauf.
- Horst Freese, Meister und Rekordhalter in der DDR flüchtete von dort und startete danach im Altonaer SV für die Bundesrepublik.

1974
- Chemnitz: Die Bahn im Küchwald wurde eröffnet, auf der Athleten der DDR zahlreiche Landesrekorde aufstellten.

1990
- Inzell: Erstmals nach 1943 wurden wieder Gesamtdeutsche Meister ermittelt, Markus Tröger aus Nürnberg und Heike Warnicke aus Erfurt sicherten sich die Mehrkampftitel.

Eisläufer und Kunstmaler Julius Seyler

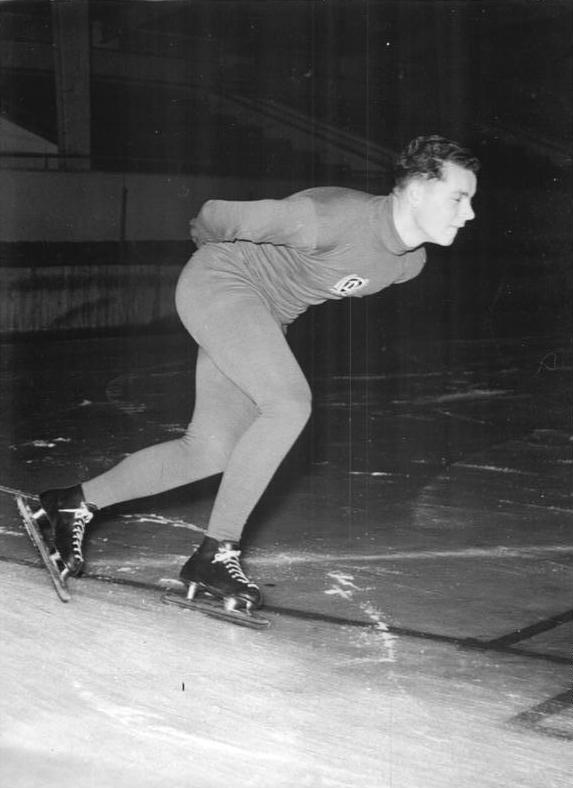
Helmut Kuhnert

#### Nationale und internationale Erfolge
1890
- Amsterdam: Fritz Ahrendt (Hamburg) nahm als erster Deutscher an Weltmeisterschaften teil.

1891
- Amsterdam: Erste offizielle Weltmeisterschaft. August Underborg (Hamburg) wurde inoffizieller Dritter der WM.
- Hamburg: Die erste Europameisterschaft über die Strecken von einer halben, einer ganzen und über drei englische Meilen wurde durchgeführt. August Underborg sorgte dabei über 3 Meilen für den ersten deutschen Streckensieg bei einer internationalen Meisterschaft.

1896
- Hamburg: Erstmals wurde auch bei der Europameisterschaft der Große Vierkampf gelaufen. Julius Seyler aus München gewann dabei erstmals Gold für Deutschland.

1897
- Amsterdam: Julius Seyler gewann ein zweites Mal Gold für Deutschland bei der Europameisterschaft. Danach dauerte es 63 Jahre bis zur nächsten deutschen Goldmedaille.

1898
- Davos: Julius Seyler gewann die Silbermedaille bei der Weltmeisterschaft, Wilhelm Sensburg (München) stellt eine neue Weltbestzeit im Rennen über 1 Stunde auf.

1906
- München: Julius Seyler trat nach elfjähriger Pause wieder bei Deutschen Meisterschaften an und gewann ein zweites Mal den Titel.

1910
- Garmisch: Alfred Lauenburg sicherte sich seinen siebten deutschen Meistertitel im Mehrkampf und blieb damit seit 1901 bei Meisterschaften ungeschlagen

1924 
- Helsinki: Mit dem Berliner Hans Kleeberg jr. startete erstmals wieder ein Deutscher bei den Weltmeisterschaften

1930
- Karpacz: Arthur Vollstedt sicherte sich wenige Tage nach seinem 38. Geburtstag seinen vierten deutschen Meistertitel und ging damit als bislang ältester Deutscher Meister in die Annalen ein.

1933
- Oslo: Die erste (inoffizielle) Weltmeisterschaft der Frauen endete mit dem Sieg der Österreicherin Liselotte Landbeck.

1935
- Garmisch: Die erste (inoffizielle) Deutsche Meisterschaft der Frauen, Irmgard Sames (Berlin) siegte.
- Oslo: Irmgard Sames war die erste deutsche WM-Teilnehmerin.

1953

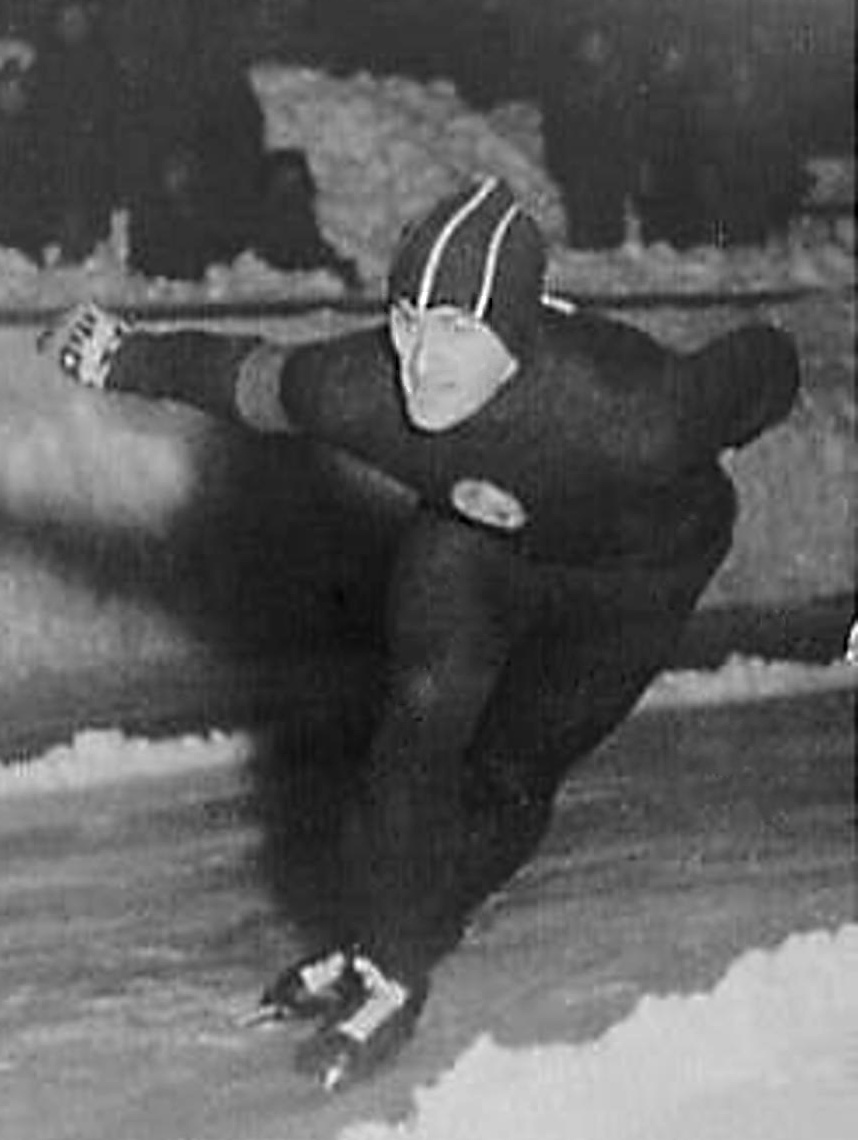
Oleg Gontscharenko

- Oleg Gontscharenko Oleg Georgijewitsch Gontscharenko wurde von 1953 bis 1958 dreimaliger Welt- und zweimaliger Europameister im Mehrkampf.

1956

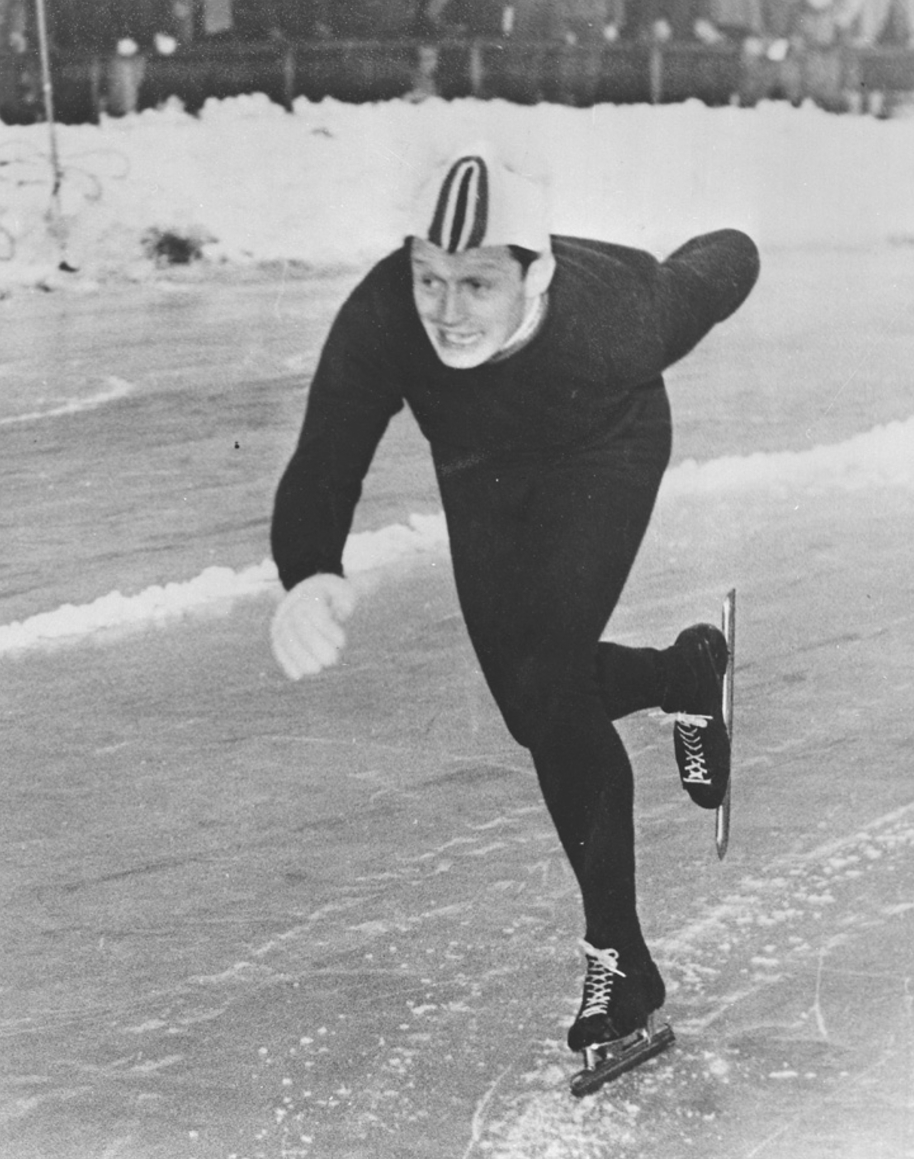
Hjalmar Andersen ca. 1950

- Davos: Helmut Kuhnert (Berlin) lief in die Weltspitze, blieb über 10.000 Meter nur sechs Zehntelsekunden über der Weltrekordzeit von Hjalmar Andersen.

- Davos: Bei den Weltmeisterschaften in der Schweiz startete mit dem Kölner Theo Meding erstmals nach dem Krieg wieder ein deutscher Athlet bei internationalen Titelkämpfen. Er überraschte mit Rang 11 im Mehrkampf und Platz vier über 10.000 Meter bei einem Teilnehmerfeld von 31 Startern.

1960
- Davos: 63 Jahre nach Julius Seyler gewann mit Helmut Kuhnert (Bronze) wieder ein deutscher Eisschnellläufer eine WM-Medaille; Helga Haase stellte den ersten deutschen Weltrekord dieses Jahrhunderts auf, gewann ferner olympisches Gold über 500 Meter und Silber über 1000 Meter.[1]

1963
- Davos: Günter Traub (Inzell) stellte in Madonna di Campiglio den ersten deutschen Männerweltrekord dieses Jahrhunderts auf.[1]

1972
- Medeo: Bei den Landesmeisterschaften der Frauen der damaligen UdSSR stellte Tamara Pirnasarowa den Landesrekord auf.

1974
- Chemnitz: Bei den Weltmeisterschaften der Frauen im Küchwald kamen gleich vier deutsche Frauen unter die ersten sechs, der Titel ging an Andrea Schöne vor Karin Enke

1984
- Deventer: Bei den Weltmeisterschaften ging erstmals alle Medaillen an die deutschen Damen.
- Sarajevo: Christa Rothenburger gewann die Goldmedaille über 500 Meter bei den Olympischen Winterspielen in Sarajevo.

1985
- Heerenveen: Christa Rothenburger wurde Weltmeisterin im Sprintvierkampf.

1988
- Dresden: Karin Enke trat als bis dahin erfolgreichste deutsche Eisschnellläuferin zurück. Sie errang drei Olympiasiege in den Jahren 1980 und 1984, sowie fünf weitere olympische Medaillen, elf Weltmeistertitel im Sprint- und kleinen Vierkampf und zehn Weltrekorden auf allen Strecken von 500 bis 3000 Metern, 21 Weltcupsiege und dreimal den zweiten Platz bei Europameisterschaften von 1981 bis 1983.
- Calgary: Christa Rothenburger gewann die Goldmedaille über 1000 Meter bei den Olympischen Winterspielen.
- West Allis: Christa Rothenburger wurde Weltmeisterin im Sprintvierkampf.

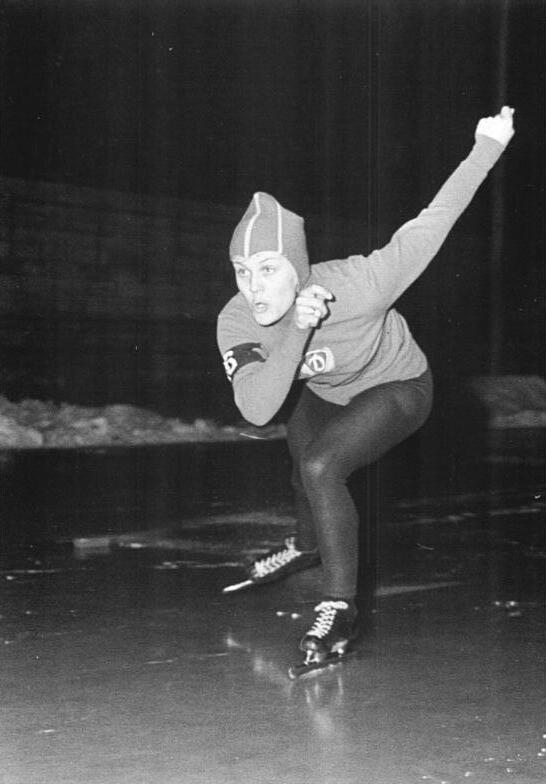
Helga Haase
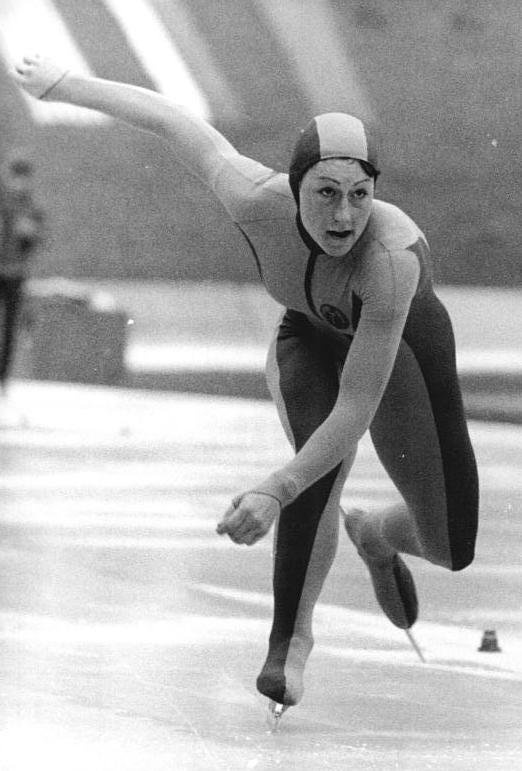
Christa Rothenburger
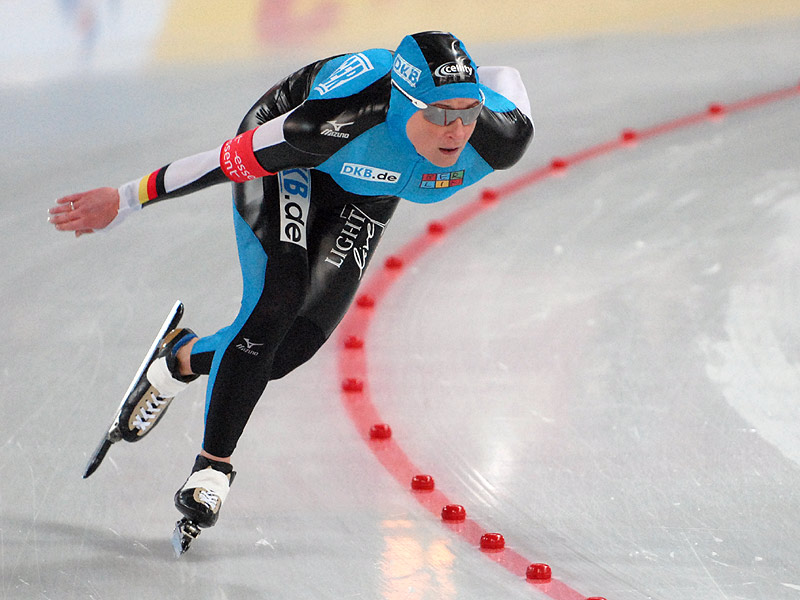
Claudia Pechstein
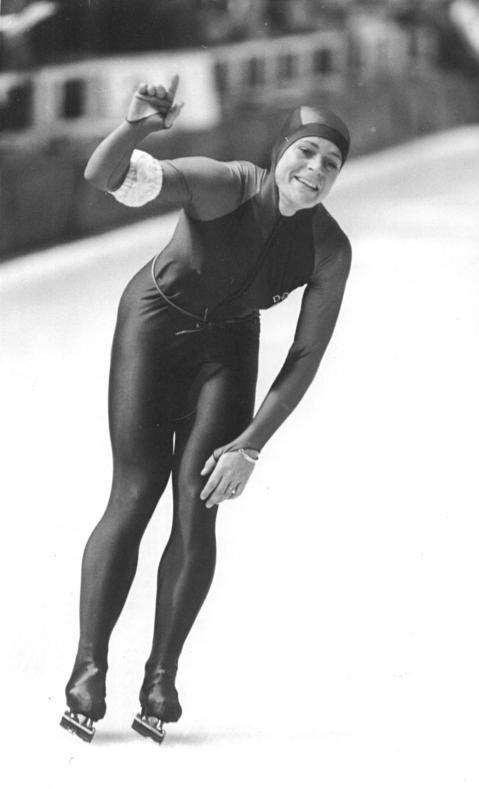
Gunda Niemann-Stirnemann, hier 1988 noch als G. Kleemann

2002
- Claudia Pechstein wurde mit nunmehr vier Olympiasiegen in den Jahren 1994, 1998 und 2002 sowie vier weiteren olympischen Medaillen die erfolgreichste deutsche Winterolympionikin aller Zeiten.

2004
- Seoul: Anni Friesinger sicherte mit Gold über 1000 Meter ihren 100. Titel im Zeitraum 1980–2004 bei Olympia, WM und EM.

2005
- Mit acht olympischen Medaillen (dreimal Gold, viermal Silber, einmal Bronze) aus vier Spielen, 19 WM-, 8 EM- und 34 deutschen Meistertiteln, 99 Einzelstrecken- und 19 Gesamtsiegen im Weltcup sowie zahlreichen zweiten und dritten Plätzen, 18 Weltrekorden und 11-jährigem Besitz des inoffiziellen Rekords über 10.000 Meter der Damen wurde Gunda Niemann-Stirnemann am Ende ihrer Karriere als erfolgreichste Eisschnellläuferin aller Zeiten angesehen.

## Schlittschuhe

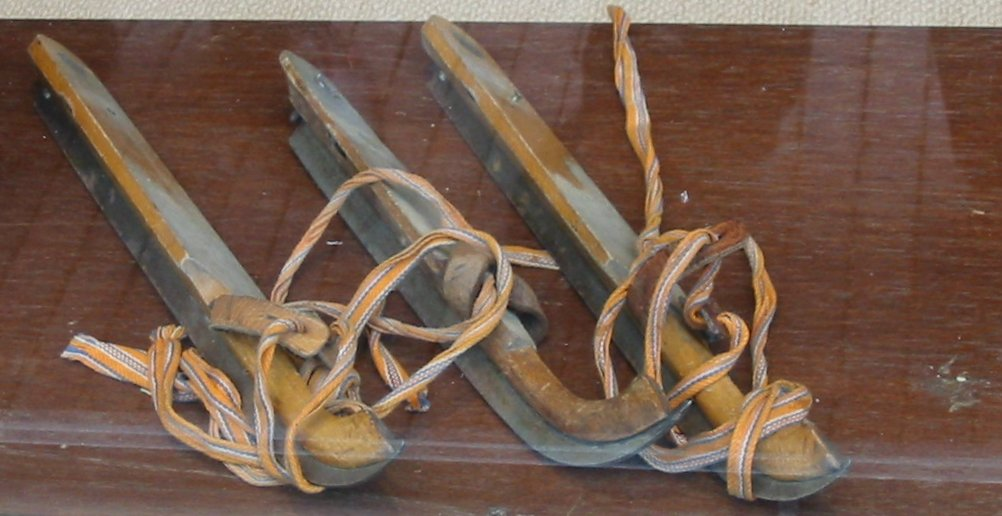
Friesische „doorlopers“: Holzschlittschuhe zum Unterschnallen mit Stahlkufen; 19. Jahrhundert

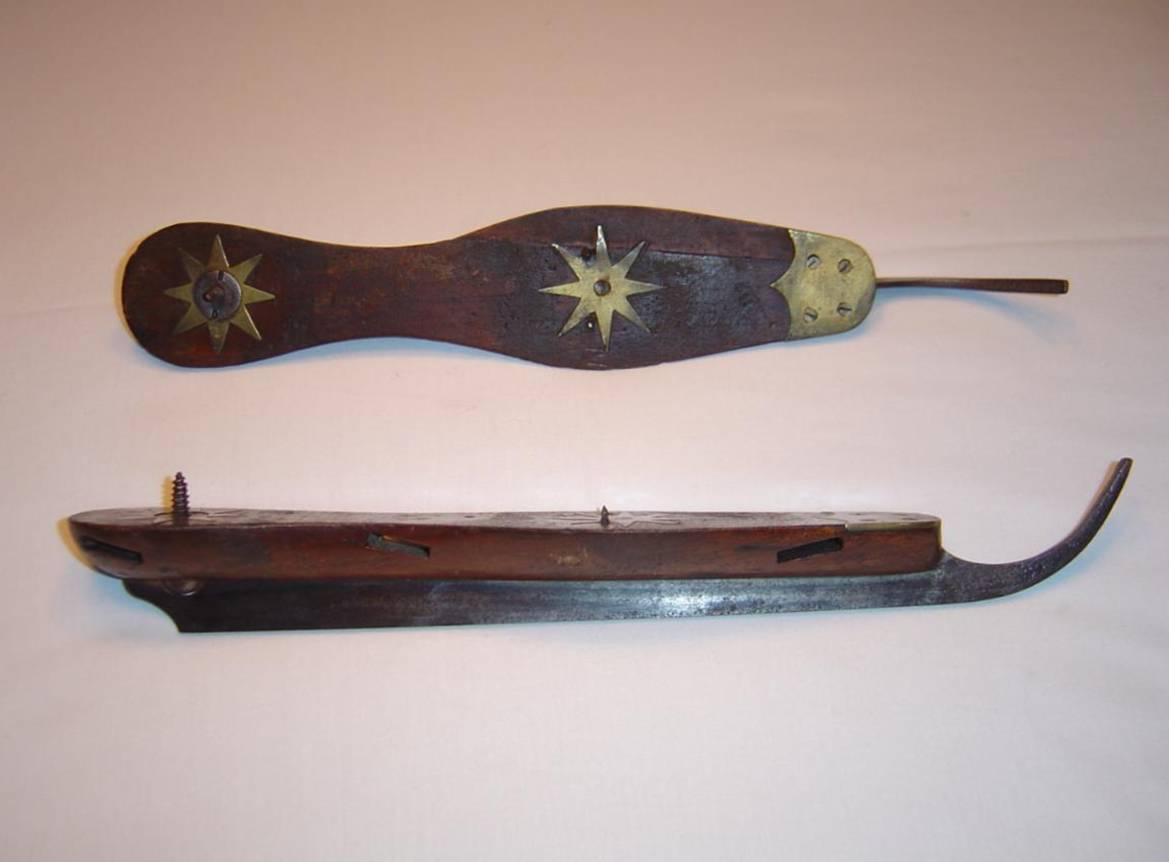
Englische „Fen Runner“-Schlittschuhe, 19. Jahrhundert

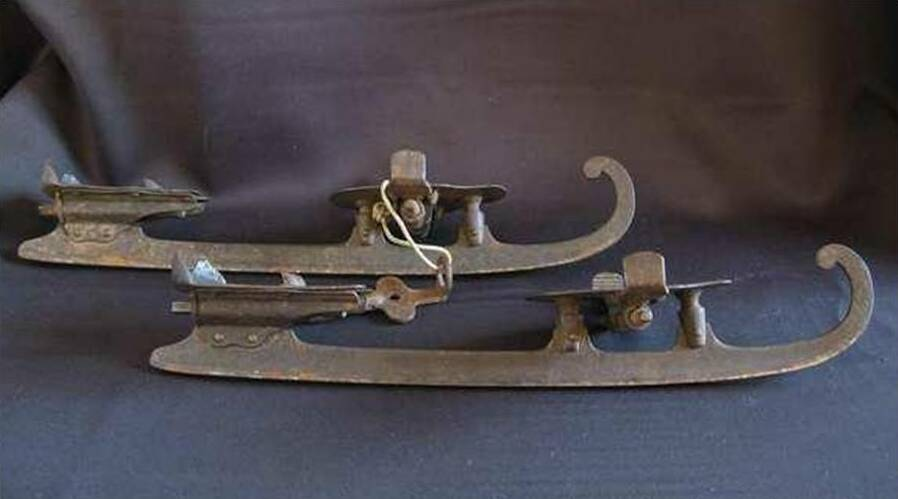
Klemmschlittschuhe zum Anschrauben an den Schuh

Die ersten für Laufwettbewerbe verwendeten „Schlittschuhe“ hatten mit Schuhen noch nichts zu tun. Es waren Geräte, die aus einer 2,5 bis 5 Millimeter dicken Metallkufe bestanden, die mit einer hölzernen, später auch metallenen Halteplatte fest verbunden waren. Die Halteplatte ihrerseits hatte Riemen, Zapfen oder Schraubvorrichtungen, mit denen sie am Fuß oder auch den Schuhen des Läufers festgemacht werden konnte. In England wurden sie nach den dortigen Wettkämpfen als „Fen Runner“ bezeichnet, in Holland bzw. Friesland als „doorlopers“.
Die damals verwendeten Kufen waren relativ kurz und begünstigten einen Laufstil, bei dem in annähernd aufrechter Haltung ähnlich wie beim heutigen Eishockey gelaufen wurde. Dies kam vor allem athletischen Läufern sehr zugute. Diese Geräte wurden bis um die Jahrhundertwende 18./19. Jh. verwendet.

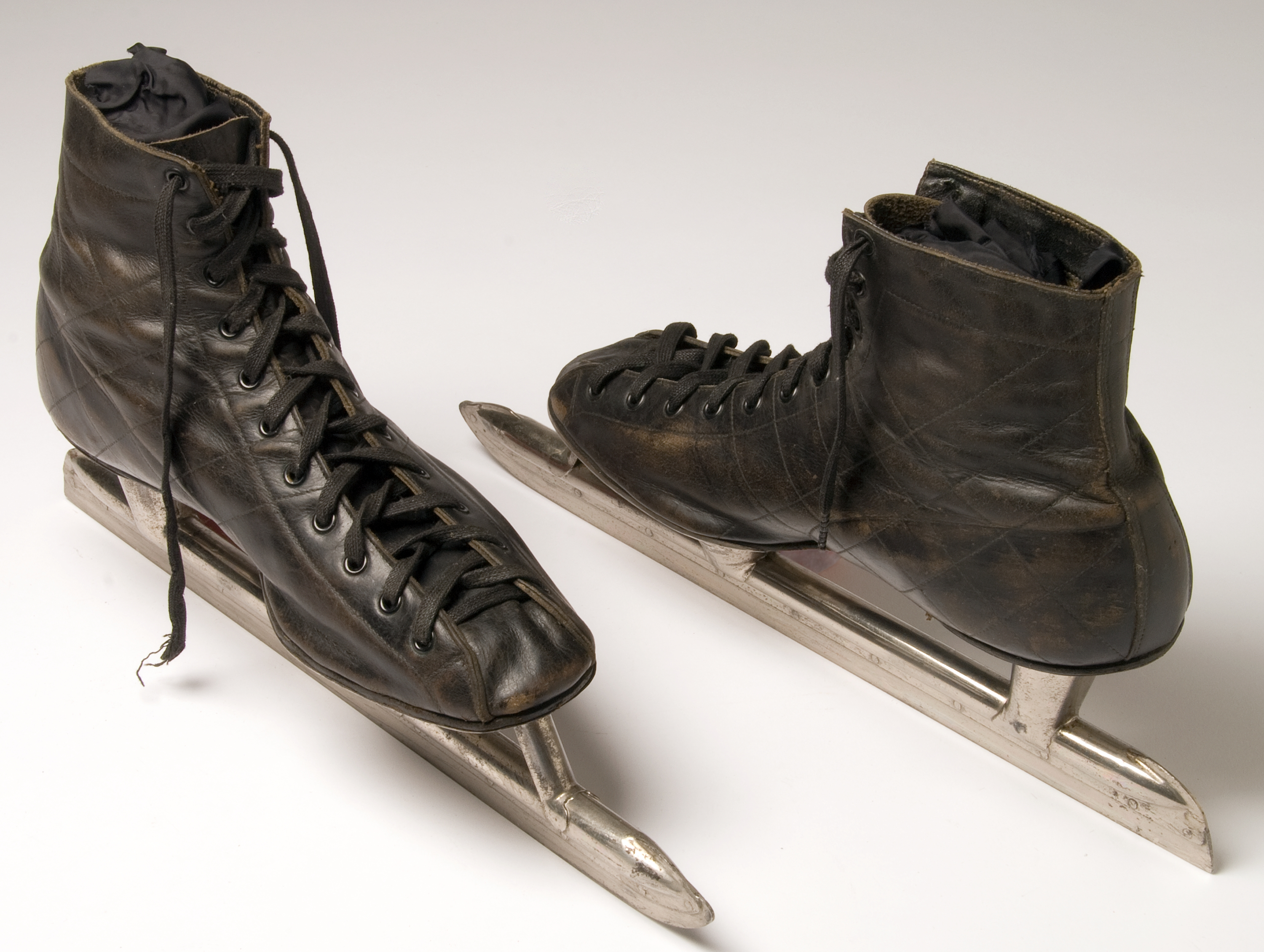
Schlittschuhe von Strauss Skates, Inc., St. Paul, Minnesota, ca. 1925 mit hohem Schaft

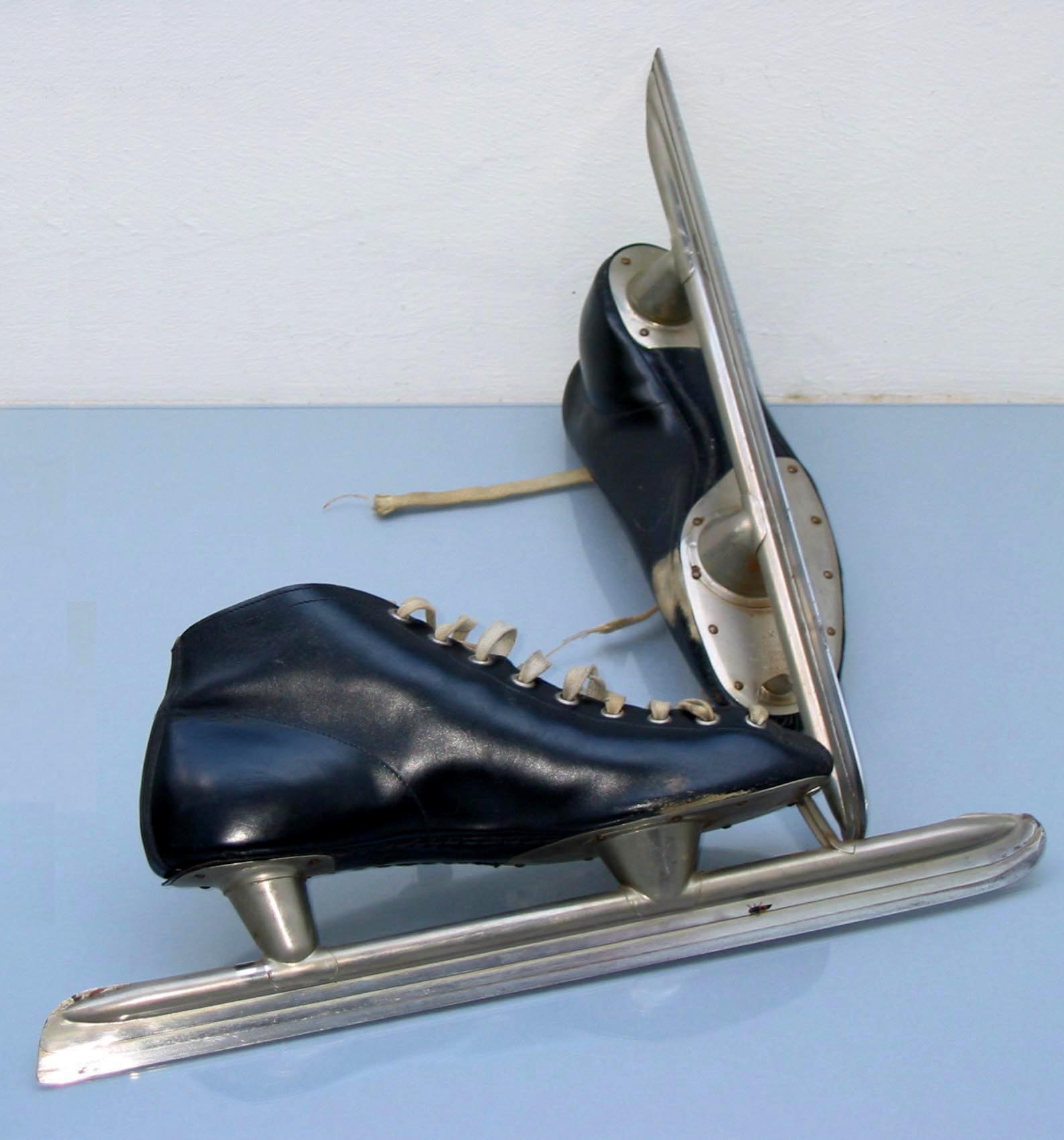
„Ballangruds Modell“ von Vang, Norwegen, 1960er Jahre

1890 wurde erstmals mit den “Norwegerschlittschuhen” gelaufen, deren fest am Schuh montierten Kufen sich als die deutlich bessere Lösung erwiesen. Die Kufenblätter waren nur noch 1,5 Millimeter dick, der Lauf war zudem zur Mitte hin leicht ausgebaucht, bildeten also eine schwache Kurve. Zudem war die Schiene mehr nach hinten verlängert, was einen besseren Abstoß ermöglicht. Dadurch änderte sich die Laufform zum „Skandinavischen Stil“, bei dem insbesondere der Abstoß seitlich nach hinten erfolgte und das Standbein in der Gleitphase stets „hockend“ gebeugt blieb. Um dabei die Balance zu halten, musste gleichzeitig der Oberkörper tiefer nach vorn gebeugt wurden, was zu dem gelegentlich verwendeten Synonym „Krummbuckel“ für die Eisschnellläufer führte. Damit wurden längere Gleitphasen und ein ökonomischerer Krafteinsatz ermöglicht. Der spätere Weltklasseläufer Alfred Lauenburg schätzte, dass auf einer Strecke von 1500 Meter ein Zeitgewinn von 8–10 Sekunden mit den Norwegerschlittschuhen möglich sei. Diese Schlittschuhe wurden in leichten Variationen (etwa der Schafthöhe) bis zur Erfindung der Klappschlittschuhe verwendet.

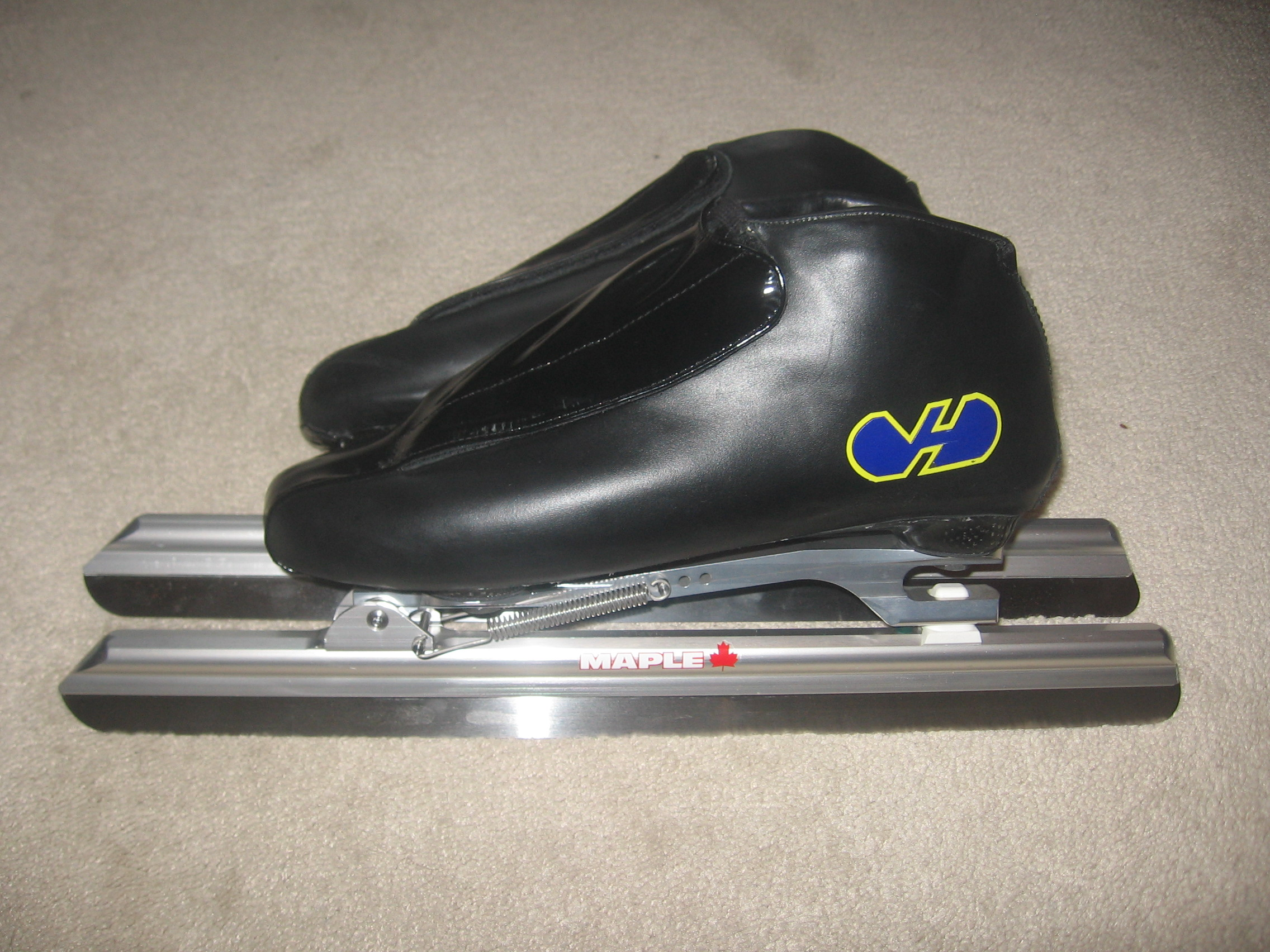
Klappschlittschuh (2010)

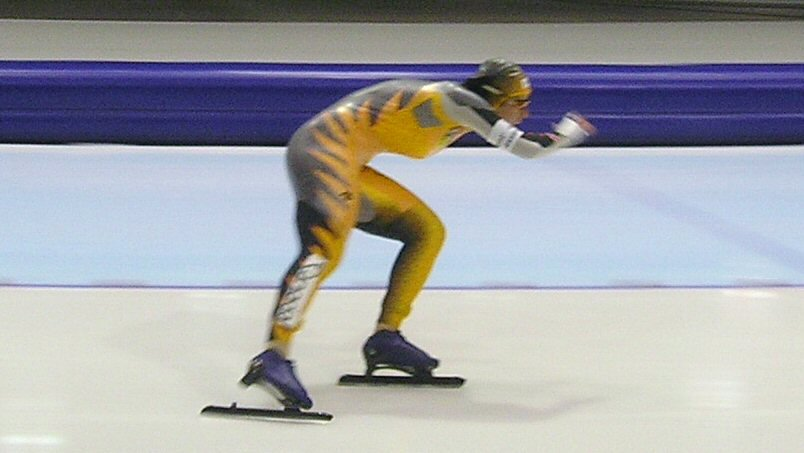
Christine Nesbitt auf Klappschlittschuhen. Deutlich war hier zu sehen, wie das Stoßbein länger gestreckt wurden kann.

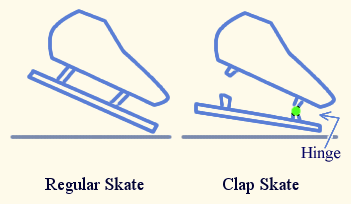
Normaler Schlittschuh und Klappschlittschuh

Der letzte Entwicklungsstand war seit 1996 der Klappschlittschuh mit vorne klappbar montierter Kufe und Feder, die die Kufe hinten zur Schuhschale zieht. So konnte zu Ende der Abstoßphase die Ferse abgehoben werden und doch der Vorfuß noch Druck ausüben, währenddessen die Kufe parallel am Eis blieb. Vor allem auf Langstrecken wurde davon profitiert.

## Bekleidung

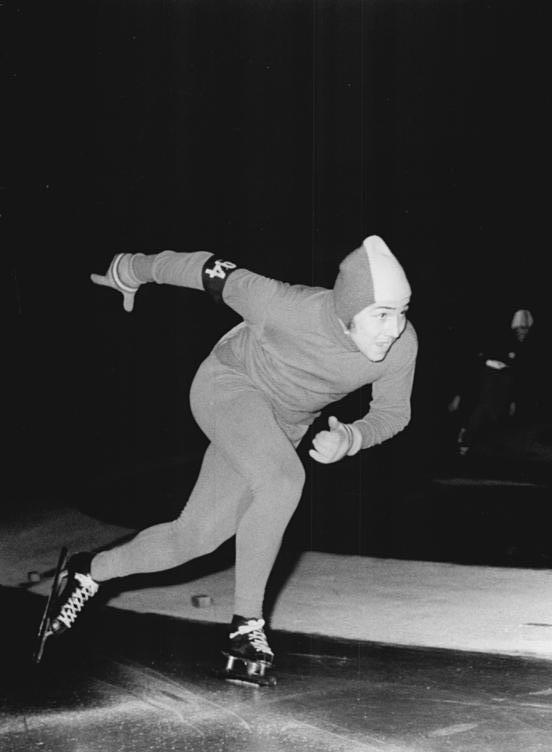
Läufer in der bis 1974 üblichen Kleidung

Die Bekleidung hatte in der Anfangszeit vor allem die Funktion des Kälteschutzes.
Bei den frühen Wettkämpfen in den Fens von England (siehe oben) gab es eine folkloristisch anmutende Bekleidung, die aus halblangen, dunklen Hosen, Strümpfen, hellen Pullovern und einem schwarzen Käppi bestand. Einen etwas abgewandelten Stil mit ebenfalls weißen Pullovern und Käppi zeigten auch damalige norwegische Sportler, jedoch mit enger anliegenden und langen Beinkleidern.

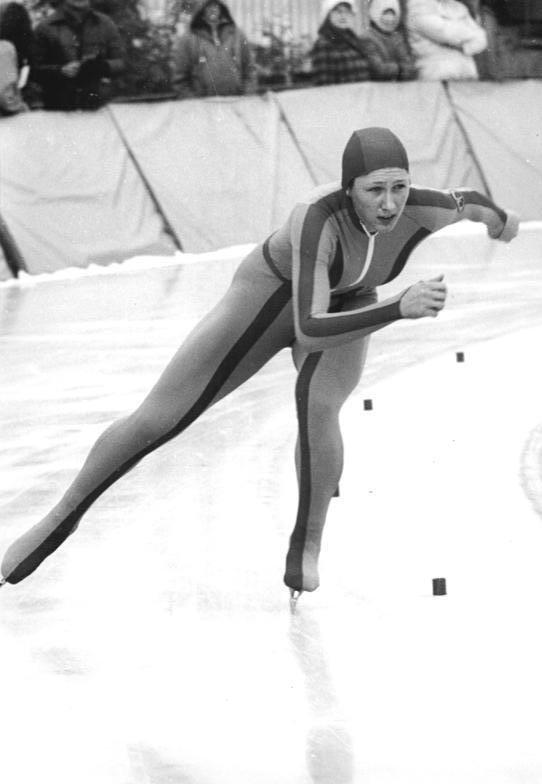
Stromlinienförmig: Karin Enke mit einteiligem Anzug 1983

Im 20. Jahrhundert wurden wollene Strumpfhosen und enganliegenden Pullover sowie eine enganliegende Mütze getragen. Den Schweizer Architekt und Läufer Franz Krienbühl leiteten 1974 aerodynamische Überlegungen dazu, einen einteiligen hautengen Anzug zu entwerfen. Damit wurde er jedoch anfänglich eher amüsiert verspottet. Als er aber selbst bei den Olympischen Spielen 1976 mit diesem Anzug als 47-Jähriger den achten Platz erreichen konnte, änderte sich diese Einstellung. Seither wurde im modernen Eisschnelllauf im Wettkampf aerodynamisch optimierte Bekleidung getragen.
Während ursprünglich klimabedingt in Strümpfen bzw. Strumpfhosen gelaufen wurde, wurde im Spitzensport barfuß in den optimal anliegenden Schlittschuhen gelaufen, da so ein besseres Laufgefühl erreicht wurde, was Höchstleistungen entscheidend fördert.

## Wettkampfstätten

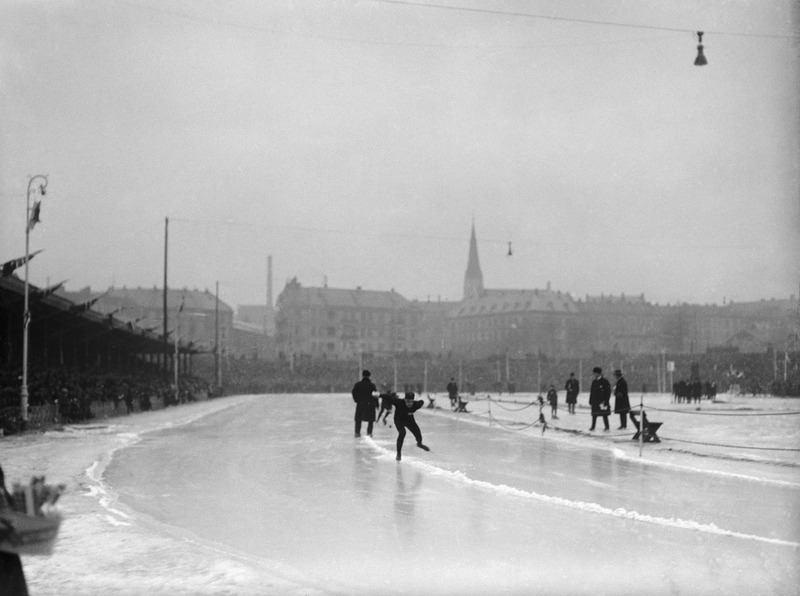
Bislett-Stadion Oslo um 1925, vorn der Läufer Clas Thunberg

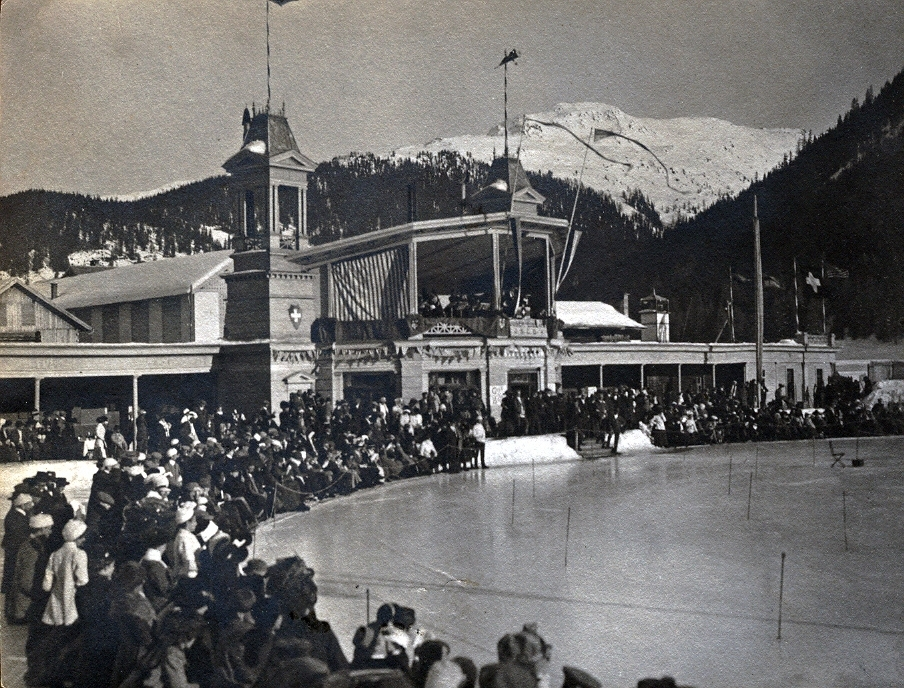
Die Eisbahn von Davos in den 1920er Jahren

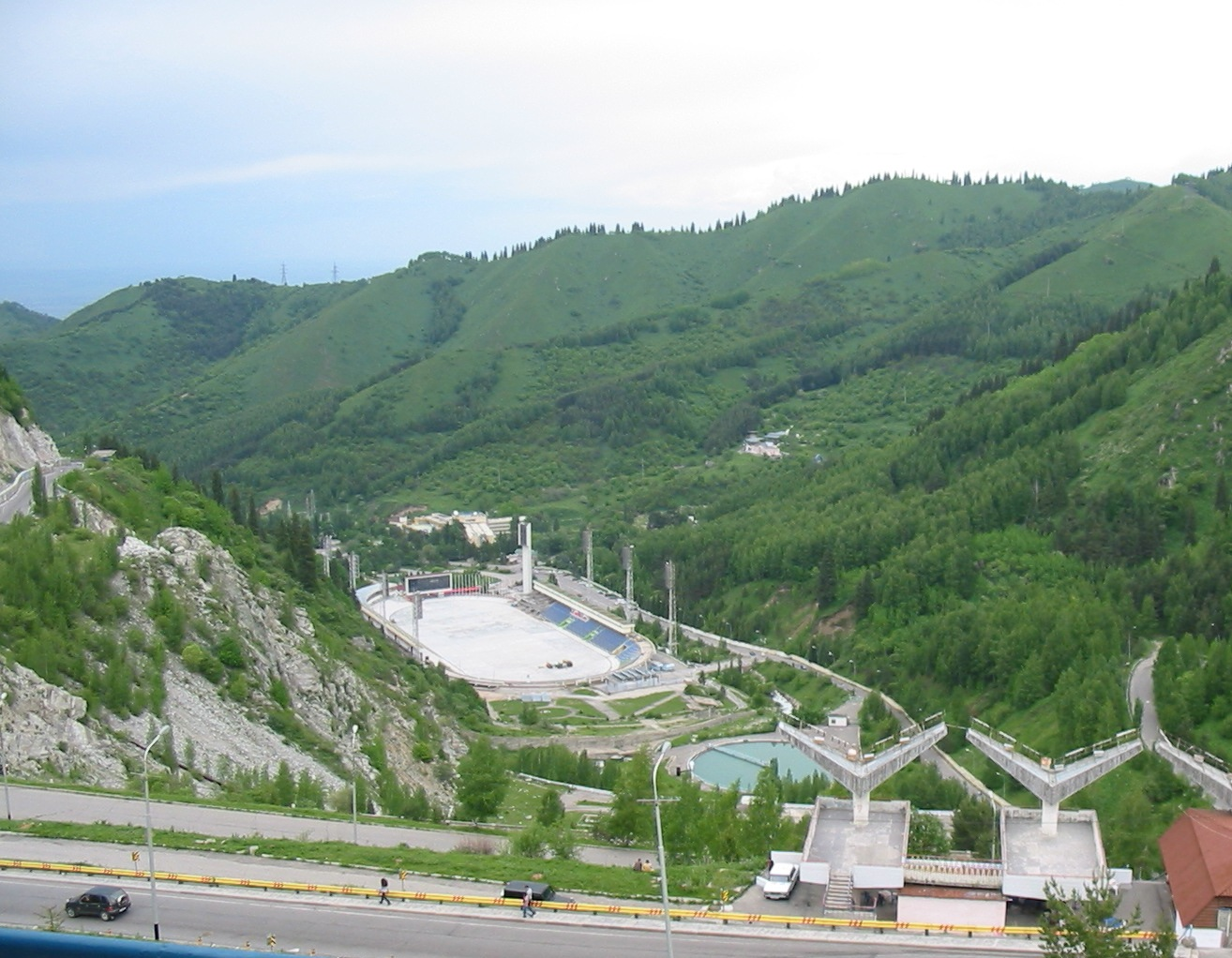
Die 1700 Meter hoch gelegene Medeo-Eisbahn in Kasachstan

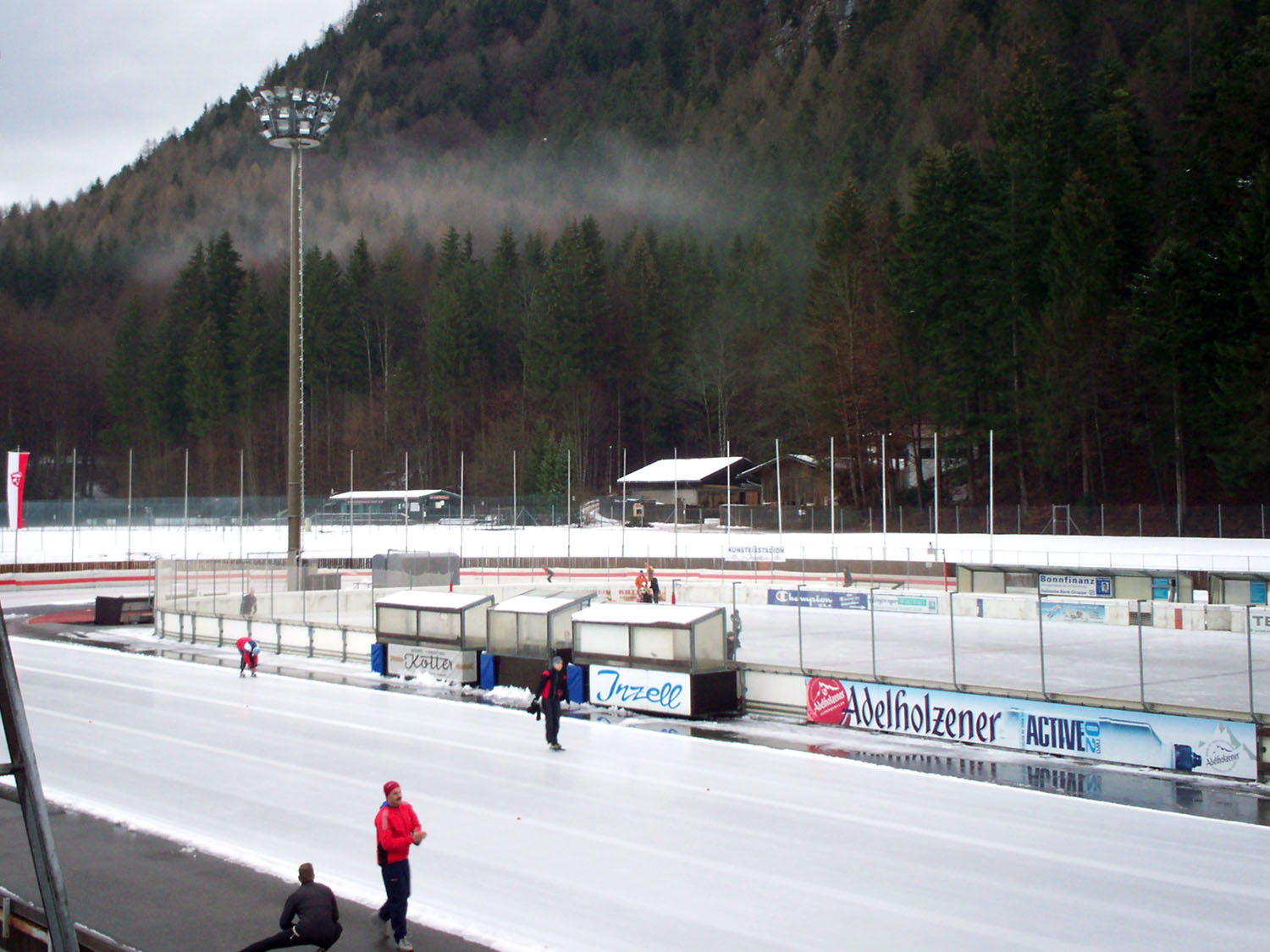
Eislaufstadion Inzell

### Natureisbahnen
Naturgemäß wurden erste Eislaufwettkämpfe auf Natureis, also auf zugefrorenen Seen und Wasserläufen durchgeführt, auf denen Wettkampfbahnen abgesteckt wurden. Norwegen mit seinen alljährlich verlässlich zugefrorenen Seen und die Niederlande mit seinem zwar nicht so verlässlich zufrierenden, dafür aber weit ausgedehnten Grachtensystem trafen hier auf besonders gute Bedingungen für eine weite Verbreitung des Schlittschuhlaufes. In anderen Ländern wurden ersatzweise geeignete Flächen bei hinreichend kalter Witterung und nach ausreichendem Schneefall zunächst festgetreten und dann unter Wasser gesetzt, das dann mit etwas Glück zu einer wettkampftauglichen Eisbahn gefror („Spritzeisbahn“). Dies wurde beispielsweise auf dem Heiligengeistfeld in Hamburg häufig zwischen 1887 und der Jahrhundertwende 19./20. Jh. praktiziert.
1883
Davos: Die Natureisbahn wurde angelegt und war 70 Jahre lang die schnellste Wettkampfbahn der Welt.
1909
Kristiania: Eröffnung des Bislett-Stadions
1951
Alma-Ata: Die Natureis-Hochgebirgsbahn Medeo in der damaligen Kasachischen SSR wurde eröffnet und löst Davos als schnellste Bahn der Welt ab.
1959
Mit der Wiederentdeckung des Frillensees als Eislaufort begann der Aufschwung von Inzell als Eisschnelllaufhochburg.

### Offene Kunsteisbahnen
1959
Göteborg: Die erste Kunsteisbahn mit 400-Meter-Laufbahn wurde zur Europameisterschaft errichtet. Das Stadion fasste 55.000 Zuschauer.
1963
Berlin: Erste 400-Meter-Kunsteisbahn in der DDR.
1961
Amsterdam: Die Jaap-Eden-Bahn wurde als erste 400-Meter-Kunsteisbahn in den Niederlanden eröffnet.
1965
Inzell: Bau des Eisstadion Inzell mit 400-Meter-Kunsteisbahn im Ort selbst.
1967
Eröffnung des Thialf-Eisstadions in Heerenveen als 400-Meter-Freiluft-Kunsteisbahn.
1971
Die Hochgebirgsbahn Medeo wurde zur Kunsteisbahn umgerüstet.
1974
Berlin: Das Horst-Dohm-Eisstadion in Berlin-Wilmersdorf mit einer 400-Meter-Bahn wurde am 29. November 1974 eröffnet.
1987
Butte (Montana): Im 1500 Meter hoch gelegenen US-amerikanischen Butte in Montana wurde von dem lokalen U.S. High Altitude Speed Skating Center eine offene Hochgebirgs-Kunsteisbahn angelegt. Sie war während des Eisschnelllauf-Weltcup 1987/88 vom 28. bis 29. November 1987 eine von mehreren Austragungsorten sowie danach auch von nationalen US-Meisterschaften. Nach 15 Betriebsjahren entstand erheblicher Verschleiß an den Kühlanlagen. Angesichts des seinerzeit bereits aktuellen Trends zu geschützten Hallenanlagen und mangels Interesse und Finanzierungsmöglichkeiten wurde der Eislaufbetrieb und die Anlage daraufhin aufgegeben.

### Hallenbahnen
1983
- Sarajevo: Die Olympiahalle Zetra, ein für damalige Verhältnisse „ultramodernes“[19] 12.000-Zuschauer-Stadion für Eishockey-, Eiskunstlauf- und Eisschnelllaufwettbewerbe wurde eröffnet und mit den Eisschnelllauf-Juniorenweltmeisterschaften im selben Jahr in Betrieb genommen.

1984
- In der Olympiahalle Zetra in Sarajevo wurden erstmals die Eisschnelllaufwettbewerbe bei Olympischen Winterspielen in einer Halle ausgetragen.

1986

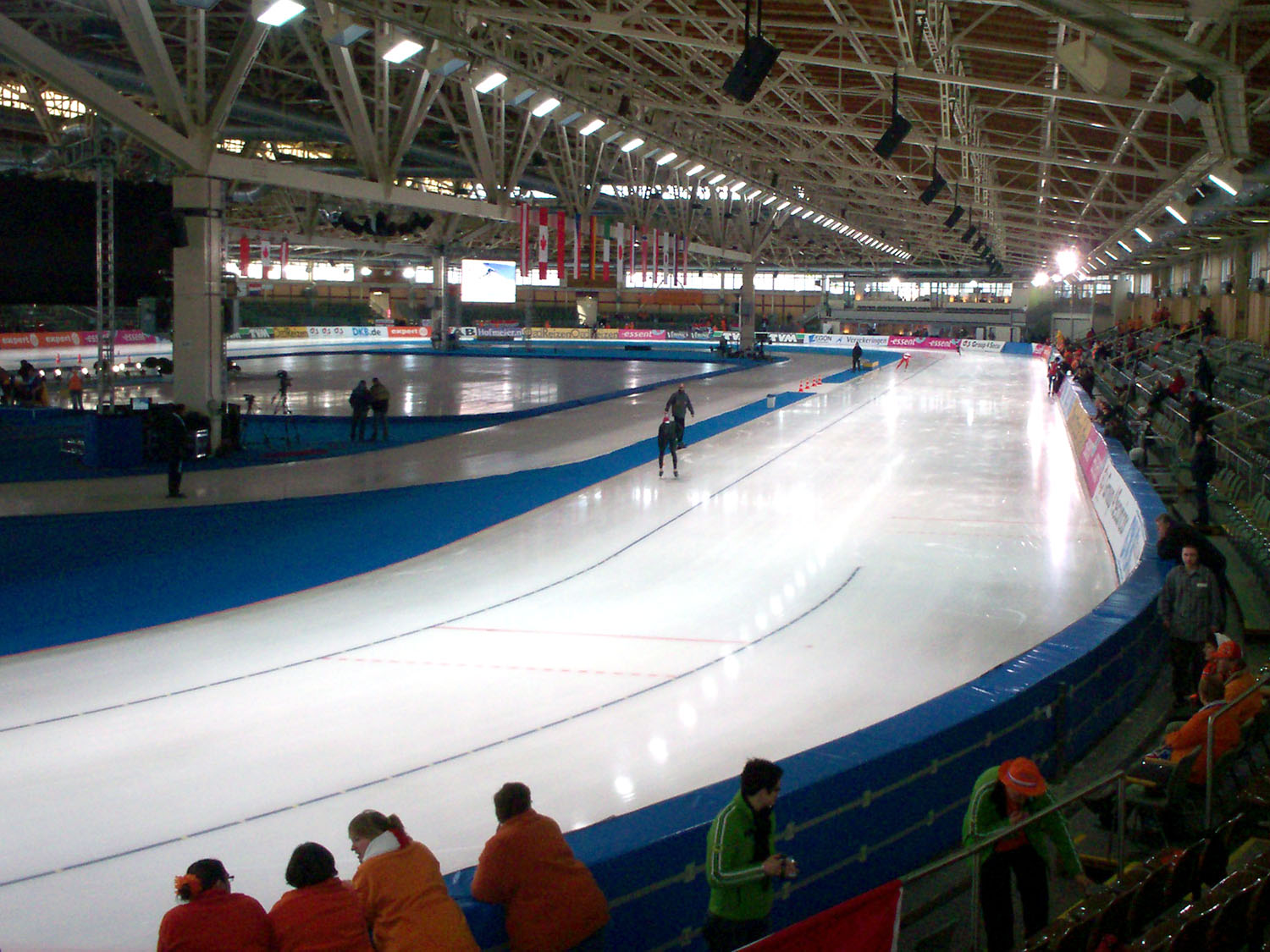
Sportforum Berlin-Hohenschönhausen

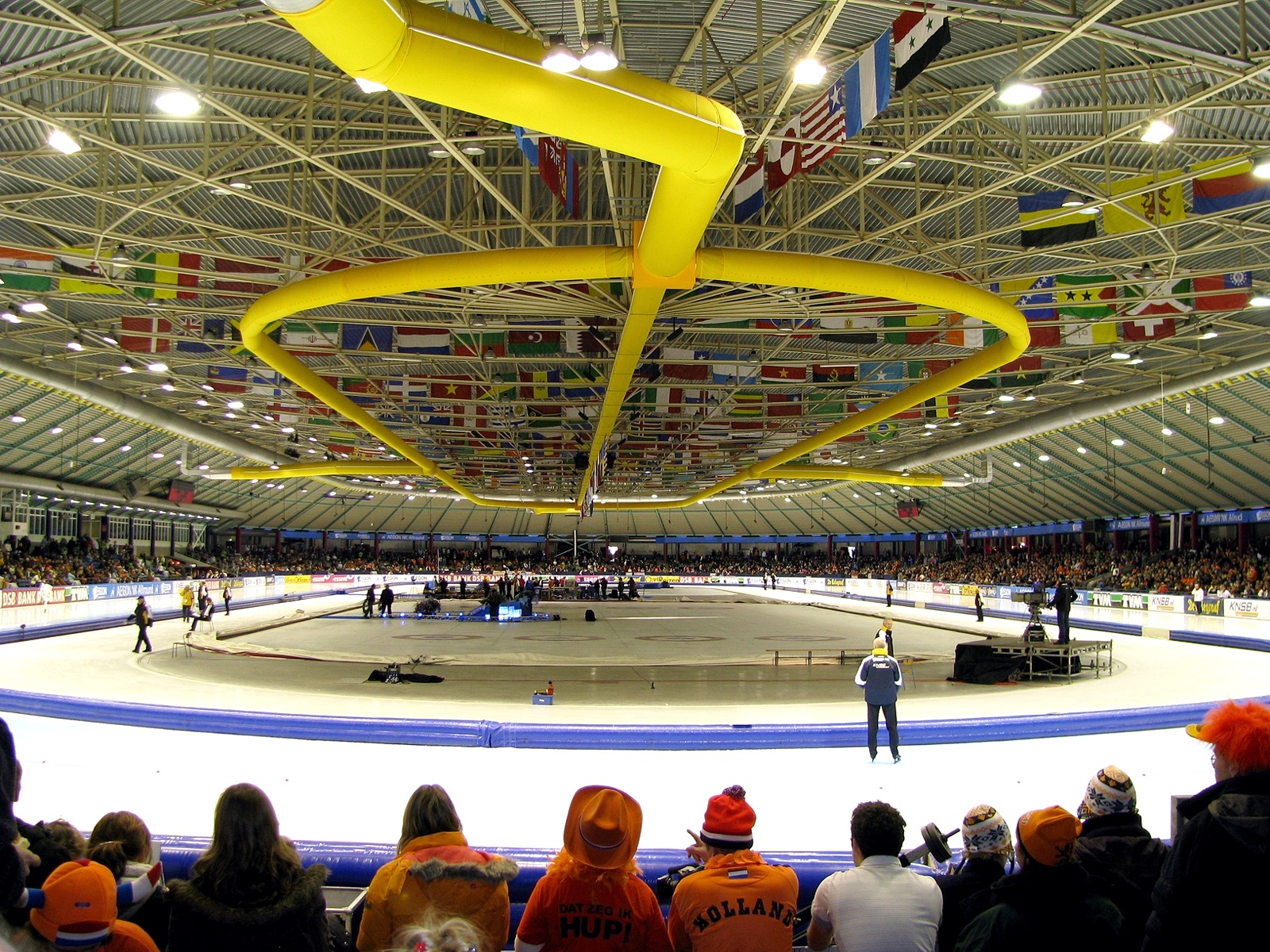
Hallen-Eislaufstadion Thialf in Heerenveen

- 17. November: im Sportforum Hohenschönhausen wurde die weltweit erste reine 400-Meter-Hallen-Eisschnelllaufbahn mit seinerzeit 4000 Zuschauerplätzen eröffnet.
- 18. November: Die Thialf-Eishalle in Heerenveen wurde als zweite Eisschnelllauf-Hallenbahn der Welt mit seinerzeit 12.500 Zuschauerplätzen eröffnet.

1988
- Calgary: Eröffnung des Olympic Oval für die Olympischen Winterspiele 1988 auf einer Höhe von 1050 Metern, die neue Rekorde begünstigte. Die Halle fasste zudem 10.000 Zuschauer.

1982–2001

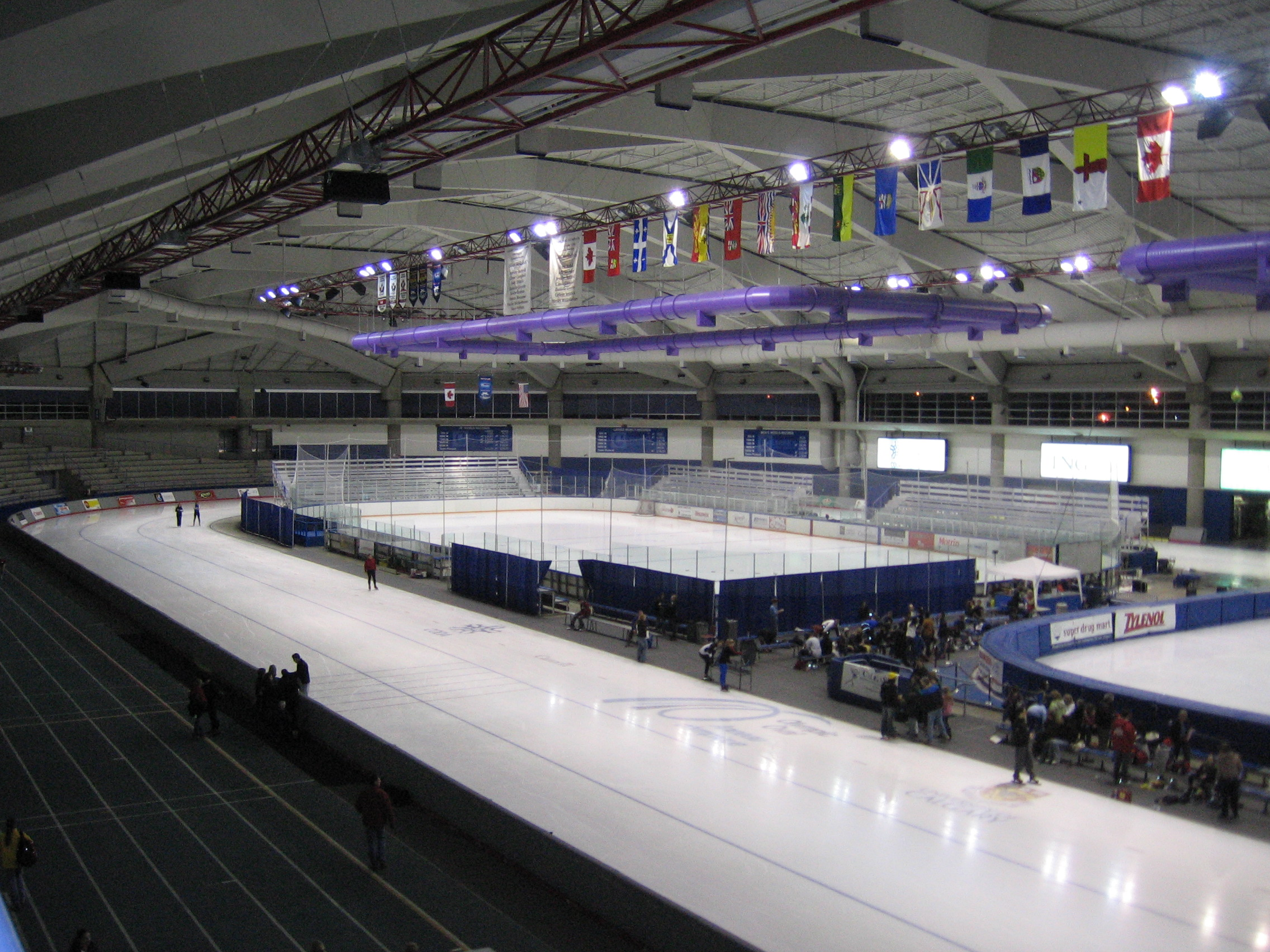
Olympic Oval in Calgary

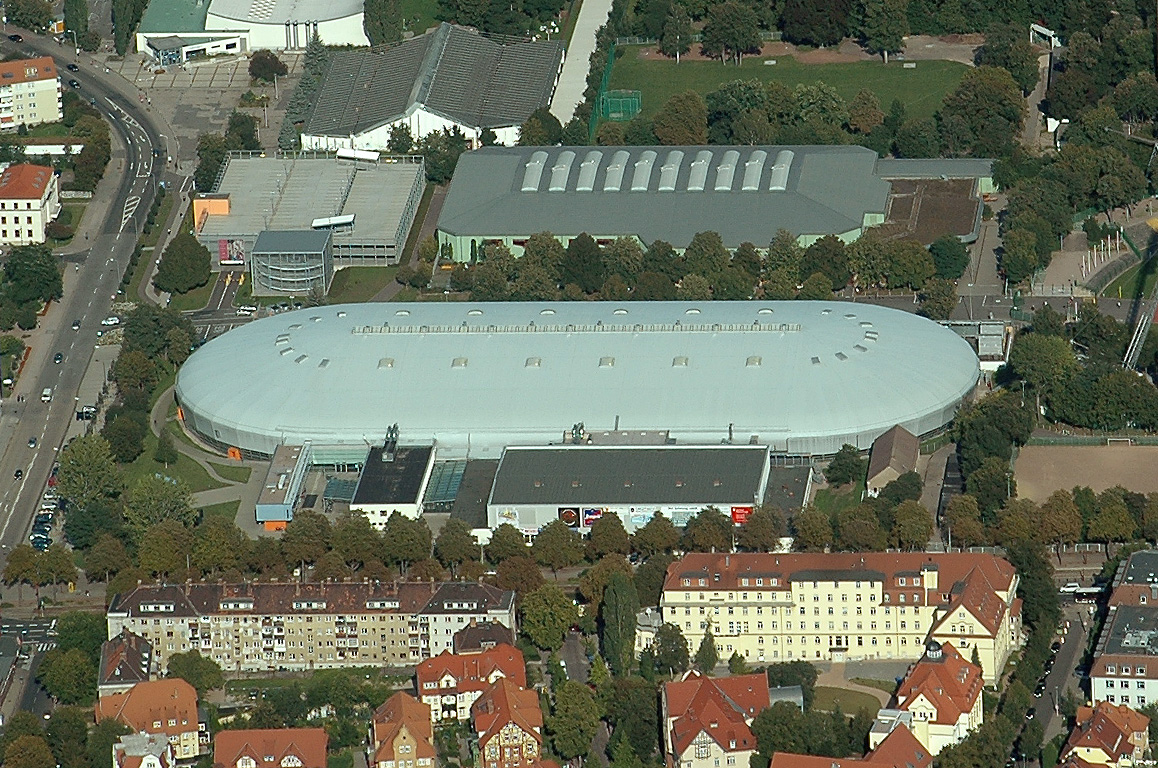
Gunda-Niemann-Stirnemann-Halle in Erfurt (Luftbild 2007)

- Erfurt: Die seit 1957 bestehende Kunsteisbahn, die sowohl für Eisschnelllauf, als auch für Eishockey genutzt wurde, wurde zu einer 333-Meter-Laufbahn umgebaut. 1997 wurde sie durch eine 400-Meter-Bahn ersetzt. 2001 wurde die nach einjähriger Bauzeit komplett überdachte und mit 4000 Zuschauerplätzen ausgestattete Anlage mit der Benennung nach der erfolgreichsten Erfurter und deutschen Eisschnellläuferin als Gunda-Niemann-Stirnemann-Halle feierlich eröffnet.

2002
- Salt Lake City: mit dem auf knapp 1300 Metern noch höher gelegenen Utah Olympic Oval wurde Calgary als schnellste Bahn der Welt abgelöst.

## ISU und Weltmeisterschaften
1889
Amsterdam: Erstmals wurde eine informelle Weltmeisterschaft im Eisschnelllauf ausgetragen.
1891
Hamburg: Erstmals wurde eine informelle Europameisterschaft im Eisschnelllauf ausgetragen, Ausrichter waren der Österreichische und der Deutsche Eissport-Verband.
1885
Leeuwarden: Auf Antrag des britischen Verbandes wurde in Holland erstmals eine Einigung über die zu absolvierenden Strecken absolviert, man einigte sich auf eine Standardstrecke von einer englischen Meile (1609 Meter).

### Verband und Regeln
Mit dem Erscheinen von internationalen Wettkämpfen sowohl im Eisschnelllauf als auch im Eiskunstlauf sowie durch die Gründung von nationalen Verbänden entstand ein Bedarf an internationalen Standards und Regeln.
1892: Im Juli 1892 berief der niederländische Eislaufverein eine Versammlung für alle an internationalen Eislaufwettkämpfen interessierten Länder ein. Es folgte der Kongress in Scheveningen, in dessen Verlauf vom 23.–28. Juli der Internationale Eislauf-Verband (IEV), die spätere ISU, gegründet wurde. Gründungsmitglieder waren 15 europäische Staaten.
 1892: Die IEV führte die Regel für das paarweise Laufen ein.
1893:
.
Berlin: Die erste offizielle Europameisterschaft unter der Regie der IEV wurde durchgeführt.
1894: Mit Kanada trat erstmals ein Verband außerhalb Europas der ISU bei.
1910: IEV: Einführung des Platzziffernsystems im Mehrkampf, die Titel wurden nunmehr an den Athleten mit der geringsten Platzziffer in den vier Mehrkampfstrecken vergeben.
1925: ISU: Einführung eines Punktsystems im Mehrkampf.
1954: ISU: Die 5000 Meter der Frauen wurden aus dem offiziellen Wettkampfprogramm gestrichen.
1983: ISU: Die 5000 Meter der Frauen wurden wieder offizielle Wettkampfstrecke.
2002: ISU: Für Laufdistanzen ab 1500 Metern wurde der Quartettstart zugelassen. Die Bekanntgabe erfolgte am 17. Juni 2002 auf dem ISU-Kongress in Kyoto.
2011: ISU: Auf den langen Strecken wurde der Massenstart zugelassen.

### Weltmeisterschaften
- Bei den Männern wurden unter der Regie der IEV bzw. ISU seit 1893 alljährlich Weltmeisterschaften im Vierkampf bzw. Allround-Mehrkampf ausgeführt, desgleichen bei den Frauen seit 1933. Unterbrechungen gab es in dieser Abfolge jeweils während der beiden Weltkriege.

Inoffizielle Meisterschaften wurden bereits ab 1889 für die Männer und ab 1933 für die Frauen veranstaltet.
- Seit 1970 wurden für Männer wie auch für Frauen alljährlich Sprint-Mehrkampfweltmeisterschaften über jeweils zweimal 500 und 1000 Meter durchgeführt.

- Seit 1996 wurden für Männer wie auch für Frauen alljährlich Einzelstreckenweltmeisterschaften durchgeführt.
  - Die Disziplinen waren für Männer 500, 1000, 1500, 5000 und 10.000 Meter sowie die Teamverfolgung.
  - Die Disziplinen waren für Frauen 500, 1000, 1500, 3000 und 5000 Meter sowie die Teamverfolgung.

Die Meisterschaft wurde ab 1996 für Frauen und Männer an gleichen Orten, gemeinsam veranstaltet.
Die Deutsche Gunda Niemann war mit acht Goldmedaillen die erfolgreichste WM-Teilnehmerin. Der Finne Clas Thunberg und der Norweger Oscar Mathisen waren mit fünf Goldmedaillen die erfolgreichsten Männer. Die Niederlande führt mit 41 Goldmedaillen die Nationenrangliste an.

## Eisschnelllauf bei den Olympischen Winterspielen

### Übersicht
- Bereits bei den ersten Olympischen Winterspielen 1924 waren Eisschnelllaufwettbewerbe vorgesehen, jedoch zunächst nur für Männer über die Laufstrecken 500, 1500, 5000 und 10.000 Meter. Bei den ersten Winterspielen wurde auch ein Mehrkampf durchgeführt, dies dann jedoch bei den folgenden Spielen nicht mehr wiederholt.
- 1932 wurden bei den Spielen in Lake Placid Demonstrationswettbewerbe für Frauen über die Laufstrecken 500, 1000 und 1500 Meter ausgetragen. Das Feld der Starterinnen umfasste 10 Athletinnen aus den USA und Kanada. Es dauerte dann aber noch 28 Jahre, bis Wettbewerbe der Frauen regulärer Bestandteil der Winterspiele wurden.
- Die 53. IOC-Session 1956 in Melbourne beschloss die feste Aufnahme der Frauenwettbewerbe ins Programm der Olympischen Winterspiele. Darauf wurden 1960 in Squaw Valley erstmals reguläre Wettkämpfe bei den Frauen ausgetragen. Die Laufstrecken der Frauen waren 500, 1000, 1500 und 3000 Meter.
- Bei den Spielen 1976 in Innsbruck wurden die 1000 Meter als zusätzlicher Wettbewerb bei den Männern und 1988 bei den Frauen die 5000-Meter-Laufstrecke neu in das Programm aufgenommen.
- 2006 wurde sowohl für Frauen als auch für Männer der Teamverfolgungs-Wettbewerb in das Programm aufgenommen.

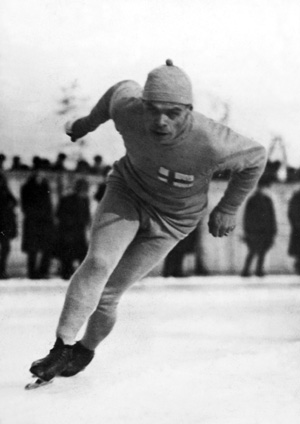
Clas Thunberg in Chamonix 1924

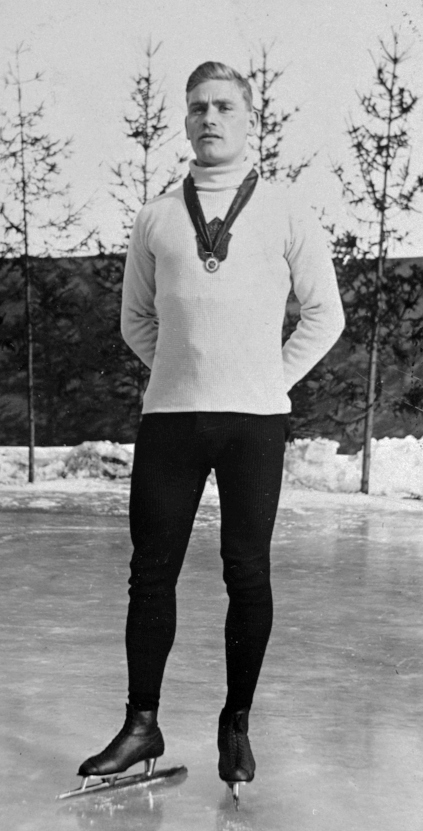
Julius Skutnabb

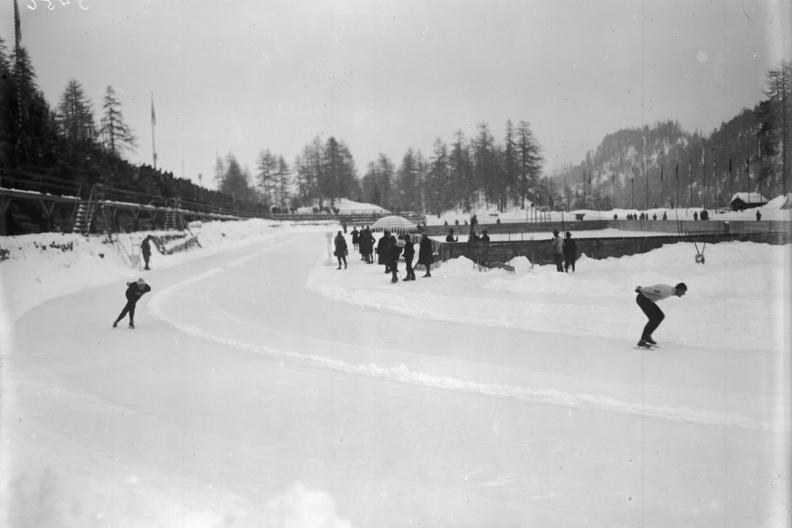
St. Moritz, Winterolympiade 1928

### Einzelne Spiele
1924
- Chamonix: Die ersten Olympischen Winterspiele wurden durchgeführt, Austragungsort war das Olympia-Eisstadion. Vier der fünf Wettbewerbe wurden von den finnischen Läufern Clas Thunberg und Julius Skutnabb gewonnen, nur im 500-Meter-Sprint siegte ein US-Amerikaner. Deutsche waren dabei nicht am Start.

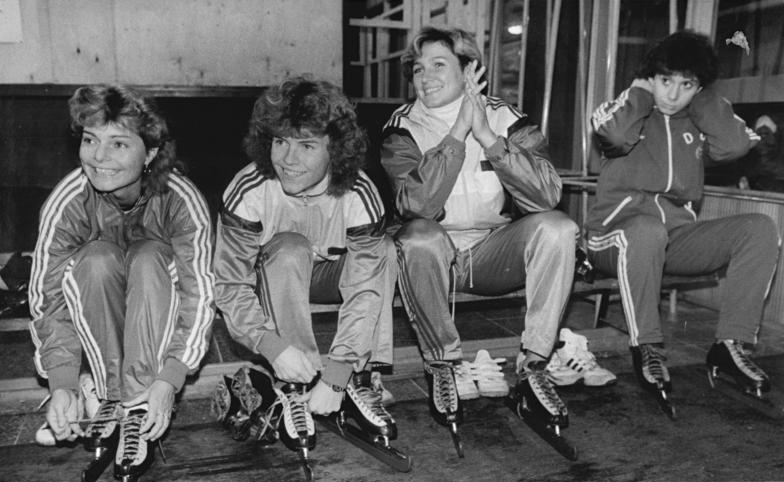
Andrea Schöne, Gabi Zange, Karin Enke und Sabine Brehm bei den Weltmeisterschaften der Frauen 1983

- Ergebnisliste: Olympische Winterspiele 1924/Eisschnelllauf

1928
- St. Moritz: Im Eisstadion Badrutts-Park waren abermals nur vier Laufstrecken für Männer vorgesehen. Aufgrund des schlechten Wetters wurde zudem der Wettkampf über 10.000 Meter abgebrochen. Die Goldmedaille über 500 Meter teilen sich der Norweger Bernt Evensen und der Finne Clas Thunberg, den 3. Platz teilen sich drei Läufer aus verschiedenen Ländern mit derselben Zeit. Über 1500 Meter siegte jetzt Clas Thunberg vor Bent Evensen und dessen Landsmann Ivar Ballangrud. Der letztere wiederum siegte über 5000 Meter vor dem Finnen Julius Skutnabb und Bernt Evensen.
- Erstmals waren mit Arthur Vollstedt (Hamburg), Erhard Mayke (München) und Fritz Jungblut (Wien) deutsche und österreichische Eisschnellläufer an den Olympischen Spielen beteiligt.
- Ergebnisliste: Olympische Winterspiele 1928/Eisschnelllauf

1932
- Lake Placid: Auf einer Natureisbahn wurden wieder vier Wettbewerbe für Männer ausgetragen. Es finden Massenstarts statt, bei denen die Läufer aus Europa fast ohne Chance waren.
- Vor heimischem Publikum teilen sich John Shea und Irving Jaffee die vier Goldmedaillen. Die beteiligten Kanadier heimsen eine Silbermedaille und vier Bronzene ein. Nur die Norweger Ivar Ballangrud und Bernt Evensen konnten sich mit je einer Silbermedaille zwischen die Amerikaner schieben.
- Daneben wurden drei Laufstreckenwettbewerbe für Frauen als Demonstrationsbewerb ausgetragen. Das Feld der Starterinnen umfasste 10 Athletinnen aus den USA und Kanada.
- Ergebnisliste: Olympische Winterspiele 1932/Eisschnelllauf

1936
- Garmisch: Es wurden vier Wettbewerbe auf dem zugefrorenen Riessersee ausgetragen. Drei Laufstrecken wurden von dem Norweger Ivar Ballangrud und nur die 1500-Meter-Strecke von seinem Mannschaftskameraden Charles Mathiesen gewonnen. Erstmals beteiligt sich mit Shozo Ishihara ein Japaner an den Wettbewerben. Er erreichte über 500 Meter einen achtbaren 4. Platz.
- Willy Sandner verbesserte nach 40 Jahren den letzten offiziellen deutschen Rekord, den Julius Seyler 1896 über 10.000 Meter aufgestellt hatte.
- Ergebnisliste: Olympische Winterspiele 1936/Eisschnelllauf

1948
- St. Moritz: Drei der Laufstrecken wurden von Norwegern und nur die 10.000-Meter-Strecke von einem schwedischen Läufer gewonnen.
- Ergebnisliste: Olympische Winterspiele 1948/Eisschnelllauf

1952
- Oslo: Im Bislett-Stadion siegte Norwegens Hjalmar Andersen über drei der Laufstrecken und stellt dabei über 5000 und 10.000 Meter je einen olympischen Rekord auf. Der US-Amerikaner Kenneth Henry siegte dagegen auf der Sprintstrecke.
- Ergebnisliste: Olympische Winterspiele 1952/Eisschnelllauf

1956
- Cortina d’Ampezzo: Auf dem Misurinasee siegten in drei Laufwettbewerben russische Läufer, nur auf der 10.000-Meter-Strecke siegte ein Schwede.
- Melbourne: Die 53. IOC-Session beschließt die feste Aufnahme der Frauenwettbewerbe ins olympische Programm.
- Ergebnisliste: Olympische Winterspiele 1956/Eisschnelllauf

1960
- Squaw Valley: Die Eisschnelllaufwettbewerbe wurden erstmals auf einer künstlichen Eisbahn und mit regulären Wettkämpfen bei den Frauen ausgetragen. Bei den Männern teilten sich Norweger und Russen die meisten ersten und zweiten Plätze, bei den Frauen holte Helga Haase erstmals olympisches Eisschnelllaufgold sowie eine Silbermedaille für die gesamtdeutsche Mannschaft. In den drei anderen Läufen außer der von Helga Haase gewonnenen Sprintstrecke siegten russische Läuferinnen.
- Ergebnisliste: Olympische Winterspiele 1960/Eisschnelllauf

1964

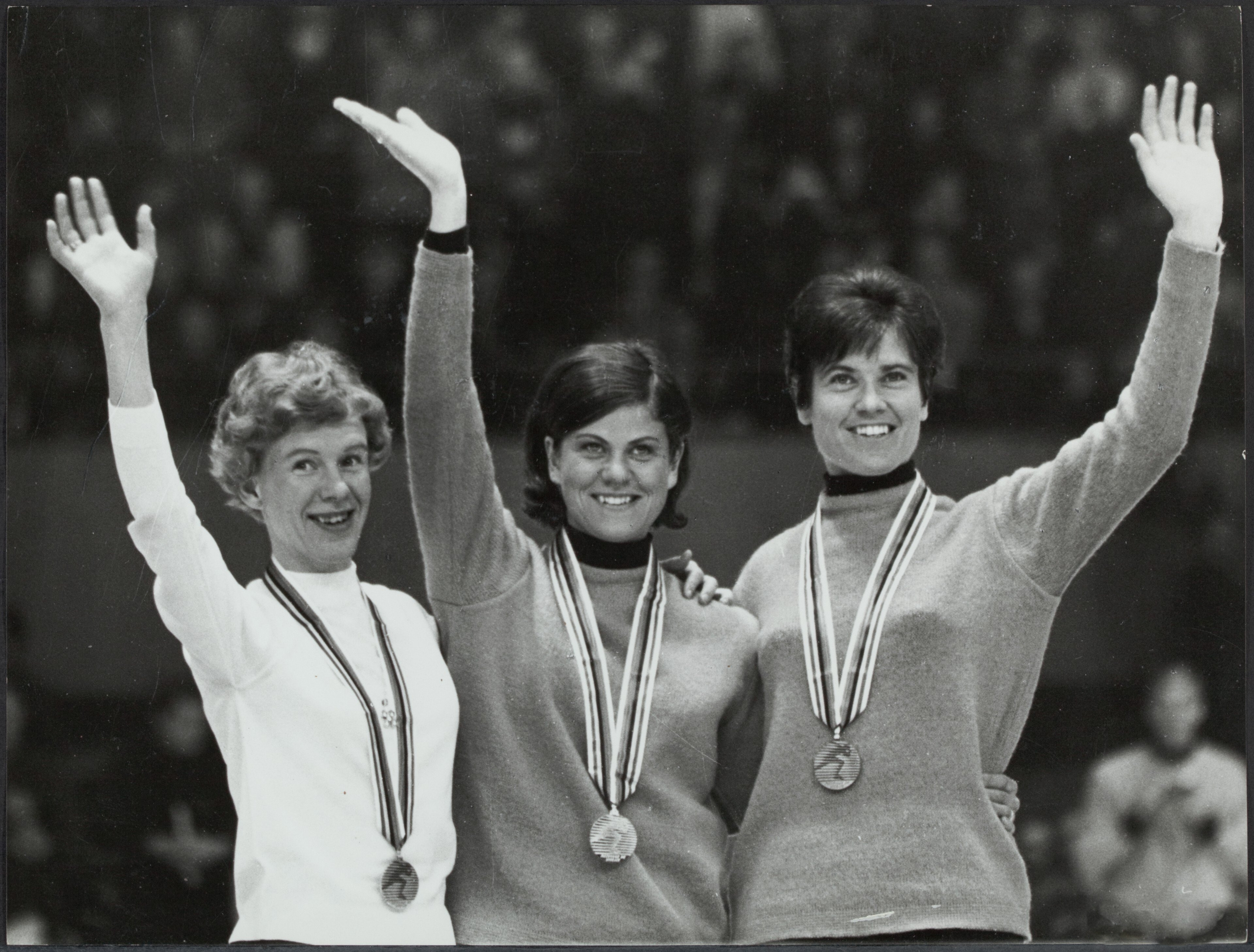
1968: Die drei erstplatzierten Frauen des 3000-Meter-Laufs, von links: Kaija Mustonen (2. Platz), Ans Schut (1. Platz), Stien Kaiser (3. Platz)

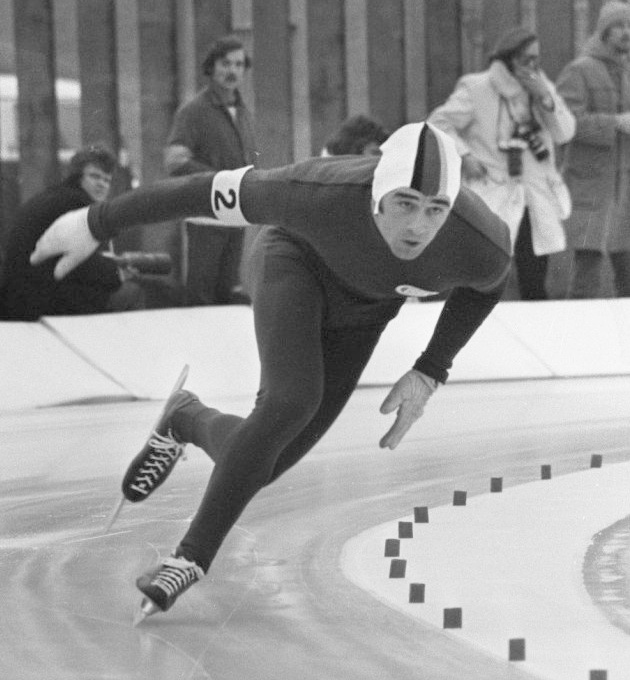
Erhard Keller

- Innsbruck: Das Feld der Sieger bei den Männern war erstmals sehr gemischt, es gewannen je ein Läufer aus den USA, der Sowjetunion, Norwegens und Schwedens. Bei den Frauen holte sich Lidija Skoblikowa aus der Sowjetunion alle vier Goldmedaillen.
- Ergebnisliste: Olympische Winterspiele 1964/Eisschnelllauf

1968
- Grenoble: Erhard Keller gewann auf der Sprintstrecke erstmals bei den Männern eine Goldmedaille für Deutschland. Auf den langen Strecken dominierten Niederländer, Norweger und Schweden.
- Mit Kaija Mustonen bei den Frauen gewann bislang letztmals ein finnischer Olympiateilnehmer im Eisschnelllauf eine Medaille (Stand 2010).[22]
- Ergebnisliste: Olympische Winterspiele 1968/Eisschnelllauf

1972
- Sapporo: Abermals holte Erhard Keller auf der Sprintstrecke und mit neuem olympischem Rekord die Goldmedaille. Auf den langen Strecken holte der Niederländer Ard Schenk alle anderen Goldmedaillen. Die 17-jährige Monika Pflug siegte überraschend auf der 1000-Meter-Strecke und war damit die bislang einzige westdeutsche Eisschnellläuferin, die eine Goldmedaille bei Olympischen Spielen gewann.
- Ergebnisliste: Olympische Winterspiele 1972/Eisschnelllauf

1976
- Innsbruck: Erstmals wurden die 1000 Meter als zusätzlicher Wettbewerb bei den Männern eingeführt. Unter den ersten sechs Rängen fanden sich bei den Männern keine Deutschen.
- Der 47-jährige Schweizer Franz Krienbühl errang in Innsbruck, in einem neuartigen hautengen Anzug laufend, den achten Platz und löste anschließend einen Run auf diese neuen Anzüge aus.
- Bei den Frauen belegten Andrea Mitscherlich, Karin Kessow und Ines Bautzmann aus der damaligen DDR sowie Monika Holzner-Pflug aus der Bundesrepublik auf den langen Strecken Plätze zwischen Rang 2 und 5.
- Ergebnisliste: Olympische Winterspiele 1976/Eisschnelllauf

1980
- Lake Placid: Letztmals bei Olympischen Winterspielen wurden hier die Wettbewerbe auf einer Freilufteisbahn ausgetragen.
- Eric Heiden gewann vor heimischer Kulisse alle fünf Goldmedaillen der Männerwettbewerbe und stellte auf allen Strecken einen neuen olympischen Rekord auf.
- Bei den Frauen gewann Karin Enke (DDR) die Goldmedaille über 500 Meter. Insgesamt belegten Läuferinnen aus der DDR in allen vier Läufen bei dieser Olympiade achtmal Plätze unter den ersten Sechs.

- Ergebnisliste: Olympische Winterspiele 1980/Eisschnelllauf

1984
- Sarajevo: In allen Frauenwettbewerben wurden die Gold- und die Silbermedaille jeweils von einer Läuferin aus der DDR errungen, insbesondere von Karin Enke, Andrea Schöne und Christa Rothenburger. Bei den Männern war das Feld der Sieger sehr durchmischt. In den verschiedenen Läufen konnten sich fünf Läufer aus der DDR insgesamt sechsmal unter den ersten Sechs platzieren.
- Ergebnisliste: Olympische Winterspiele 1984/Eisschnelllauf

1988
- Calgary: Erstmals wurde bei einer Olympiade auf einer 400-Meter-Hallenbahn gelaufen, die Olympic Ovalbahn war nunmehr die schnellste der Welt.
- Bei den Frauen war die 5000-Meter-Laufstrecke neu in das Programm aufgenommen.
- Erfolgreichste Sportlerin war die Niederländerin Yvonne van Gennip mit Siegen über die 1500, 3000 und 5000 Meter.
- Dennoch zeigte sich die Mannschaft der DDR als die erfolgreichste mit 3 Gold-, 6 Silber- und 4 Bronzemedaillen. Die Siege von Uwe-Jens Mey, André Hoffmann und Christa Rothenburger trugen entscheidend dazu bei.
- Gunda Niemann-Stirnemann erschien hier noch als Gunda Kleemann erstmals in den olympischen Ergebnislisten.
- Ergebnisliste: Olympische Winterspiele 1988/Eisschnelllauf

1992
- Albertville: Die Mannschaft des jetzt vereinten Deutschland zeigte sich – ausschließlich mit den Läufern der ehemaligen DDR – als abermals erfolgreichste Mannschaft mit jetzt 5 Gold-, 3 Silber- und 3 Bronzemedaillen aus 10 Laufwettbewerben, davon bei den Frauen allein 8 Medaillen.
- Ergebnisliste: Olympische Winterspiele 1992/Eisschnelllauf

1994
- Lillehammer: Überragender Läufer war hier der Norweger Johann Olav Koss, der vor heimischem Publikum auf drei Strecken, jeweils mit Weltrekord, den ersten Platz erreichte und zum Volkshelden erklärt wurde. Die erfolgsverwöhnten zumeist ostdeutschen Läufer verspüren erstmals die Auswirkungen der veränderten gesellschaftlichen Verhältnisse im wiedervereinigten Deutschland und erreichten diesmal in der Nationenwertung nur den vierten Platz, dabei jedoch die meisten Medaillen. Dabei gewann nur Claudia Pechstein eine goldene von den ausschließlich durch die Frauen errungenen Medaillen.
- Ergebnisliste: Olympische Winterspiele 1994/Eisschnelllauf

1998
- Nagano: Der zwei Jahre zuvor eingeführte Klappschlittschuh sorgte für deutlich schnellere Zeiten. Überragende Läufer waren diesmal die Niederländer Gianni Romme und Marianne Timmer, die jeweils auf zwei Laufstrecken mit Welt- bzw. olympischem Rekord in der M-Wave-Halle siegten. Dramatisch verlief bei den Frauen das Rennen über 5000 Meter, hier lief zunächst Gunda Niemann als erste Frau die Strecke unter 7 Minuten und damit neuen Weltrekord. Ihre Zeit wurde dann jedoch von der nach ihr laufenden Claudia Pechstein noch um vier Hundertstelsekunden unterboten.
- Neun Nationen erreichten diesmal die Medaillenränge.
- Ergebnisliste: Olympische Winterspiele 1998/Eisschnelllauf

2002
- Salt Lake City: Die Niederlande, Deutschland und die USA erwiesen sich diesmal als die dominierenden Nationen mit jeweils 3 goldenen und jeweils 8 insgesamt errungenen Medaillen. Die restlichen sechs von 30 Medaillen teilen sich Kanada, Norwegen und Japan. Das Feld der Nationen, die in die Medaillenränge gekommen waren, schrumpfte damit auf sechs.
- Ergebnisliste: Olympische Winterspiele 2002/Eisschnelllauf

2006
- Turin: Erfolgreichste Nation waren die USA, die gemeinsam mit den Niederländern je drei Goldmedaillen jedoch zwei statt einer Silbermedaille errangen.
- Bei der olympischen Premiere des Teamlaufs sicherten sich Sabine Völker, Lucille Opitz, Claudia Pechstein, Anni Friesinger und Daniela Anschütz-Thoms die diesmal einzige Goldmedaille für Deutschland.
- Dabei untermauerte Claudia Pechstein erneut ihre Stellung als erfolgreichste deutsche Winterolympionikin. In der Rangfolge der weltweit erfolgreichsten Eisschnellläufer bei Olympischen Spielen (inklusive der Männer) stand sie damit auf dem zweiten Rang hinter Lidija Skoblikowa (UdSSR), die zwar drei Medaillen weniger, jedoch eine „Goldene“ mehr errang.
- Ergebnisliste: Olympische Winterspiele 2006/Eisschnelllauf

2010

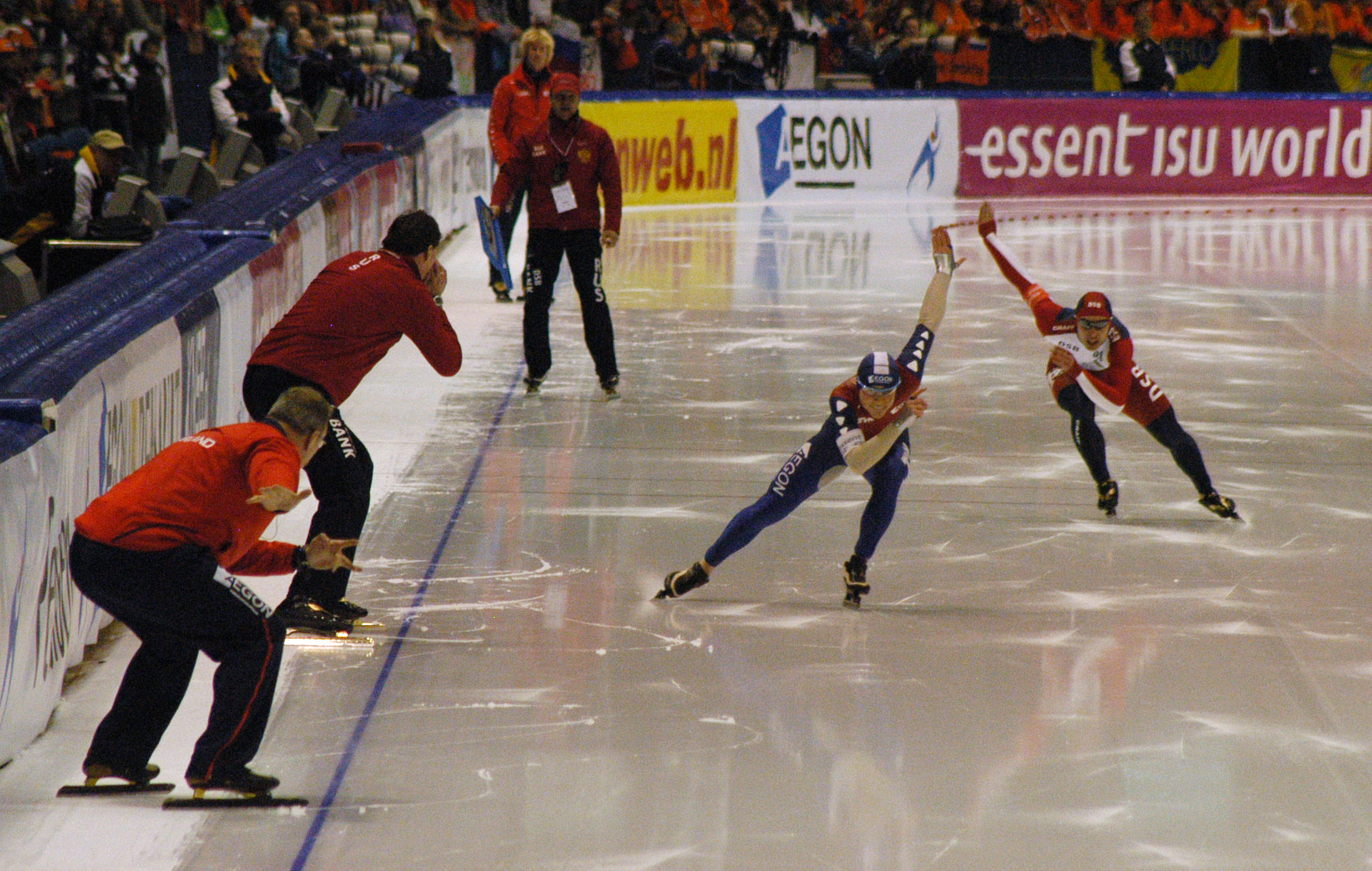
Moderne Wettkampfsituation (2008)

- Vancouver: In der Nationenwertung stand erstmals Südkorea an erster Stelle vor den Niederlanden, wobei beide je 3 Goldmedaillen, Südkorea jedoch zwei Silbermedaillen gegenüber einer Silber- und drei Bronzemedaillen der Niederländer erreichten.
- Herausragende Läuferin war jedoch die tschechische Einzelstarterin Martina Sablikova, die mit zwei Gold- und einer Bronzemedaille ihr Land im Alleingang hinter Kanada auf den vierten Rang hob.
- Deutschland erreichte mit den Frauen abermals in der Teamverfolgung die einzige Goldmedaille durch Daniela Anschütz-Thoms, Stephanie Beckert, Katrin Mattscherodt und Anni Friesinger-Postma sowie mit zwei bzw. eine Silbermedaille durch Stephanie Beckert und Jenny Wolf insgesamt den 5. Rang.
- Ergebnisliste: Olympische Winterspiele 2010/Eisschnelllauf

2014

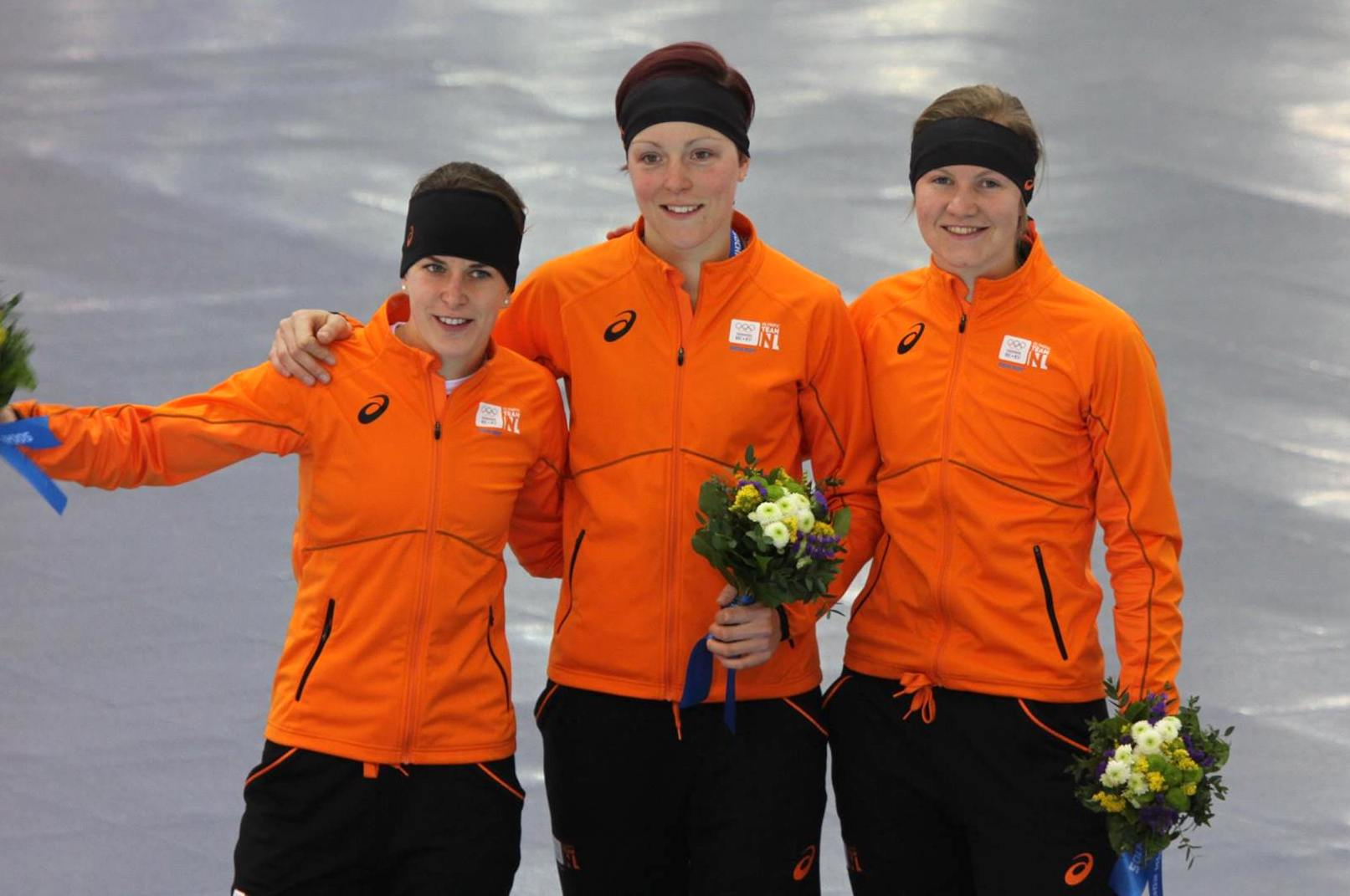
Sotschi 2014: Das rein niederländische Siegerinnen-Podium nach dem 1500-Meter-Lauf

- Bei den Olympischen Winterspielen 2014 in Sotschi (Russland) errangen die niederländischen Läufer 23 von insgesamt 36 vergebenen Medaillen.
- Die nächst erfolgreichen Nationen konnten jeweils drei (Polen) bzw. zwei (Tschechien und Südkorea) Medaillengewinne verbuchen.
- Bei der deutschen Mannschaft erreichten Claudia Pechstein mit dem 4. Platz über 3000 Meter und Nico Ihle mit dem 4. Platz über 1000 Meter die besten Platzierungen.
- Ergebnisliste: Olympische Winterspiele 2014/Eisschnelllauf